# مرگ‌ها در ۲۰۲۱
|  |

مرگ‌ها در ۲۰۲۱ آنچه در پی می‌آید فهرست افراد سرشناسی است که در ۲۰۲۱ میلادی درگذشته‌اند.
- در هر عنوان به‌ترتیب نام شخص، سن، دلیل سرشناسی، ملیت، علت مرگ، و منبع آمده‌است.

## فوریه
مرگ‌ها در فوریه ۲۰۲۱ آنچه در پی می‌آید فهرست افراد سرشناسی است که در فوریه ۲۰۲۱ درگذشته‌اند.

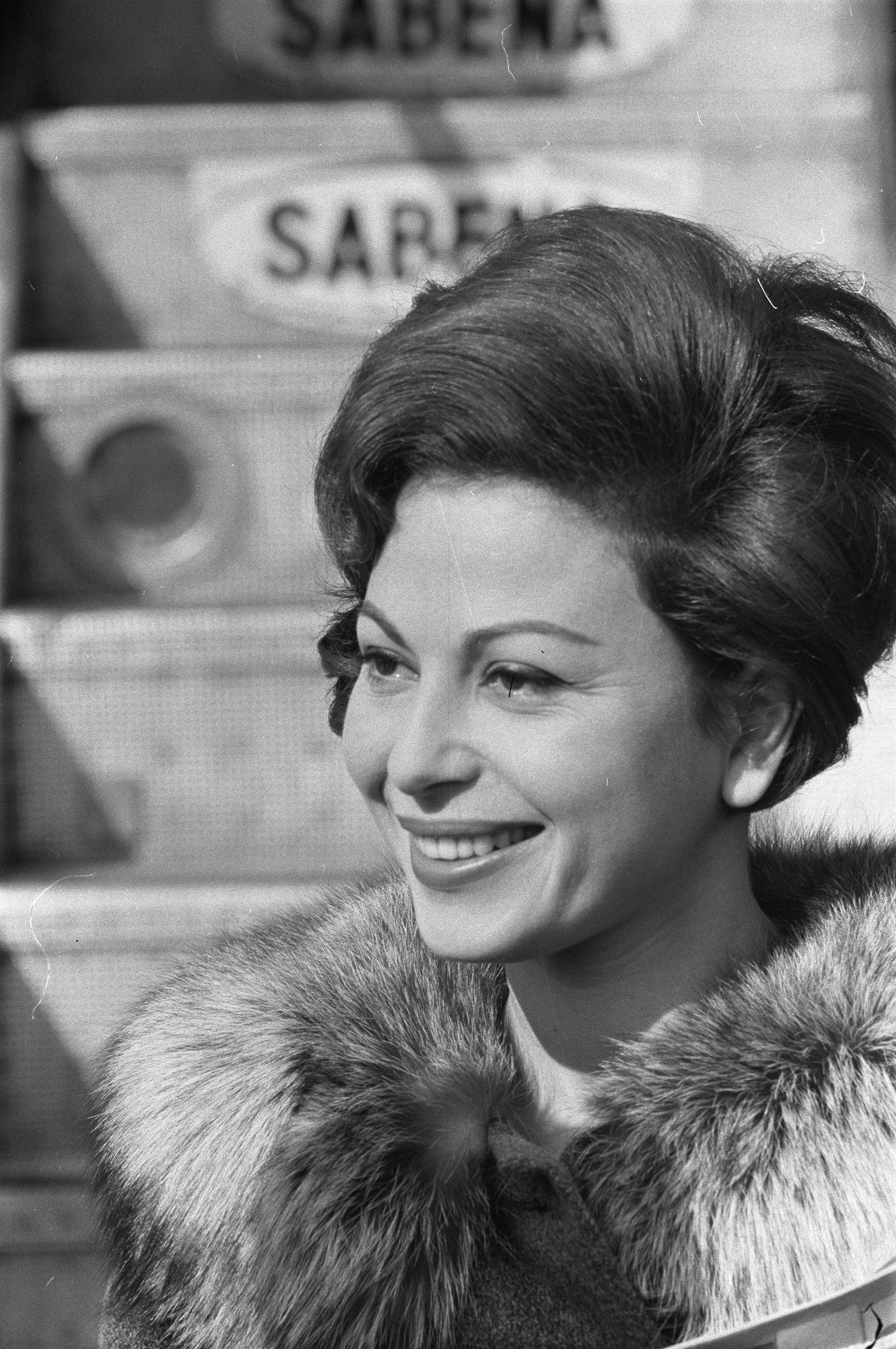
هایا هاراریت

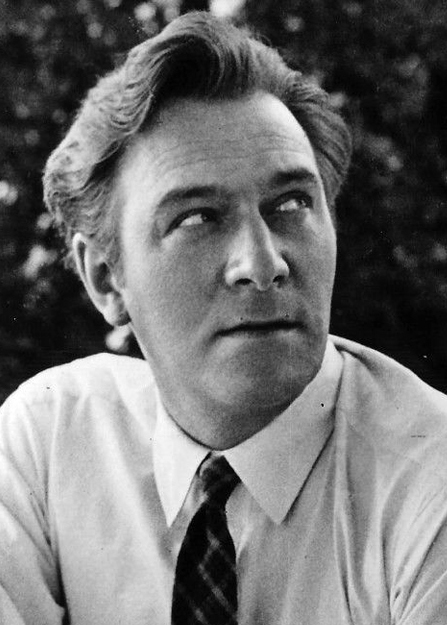
کریستوفر پلامر

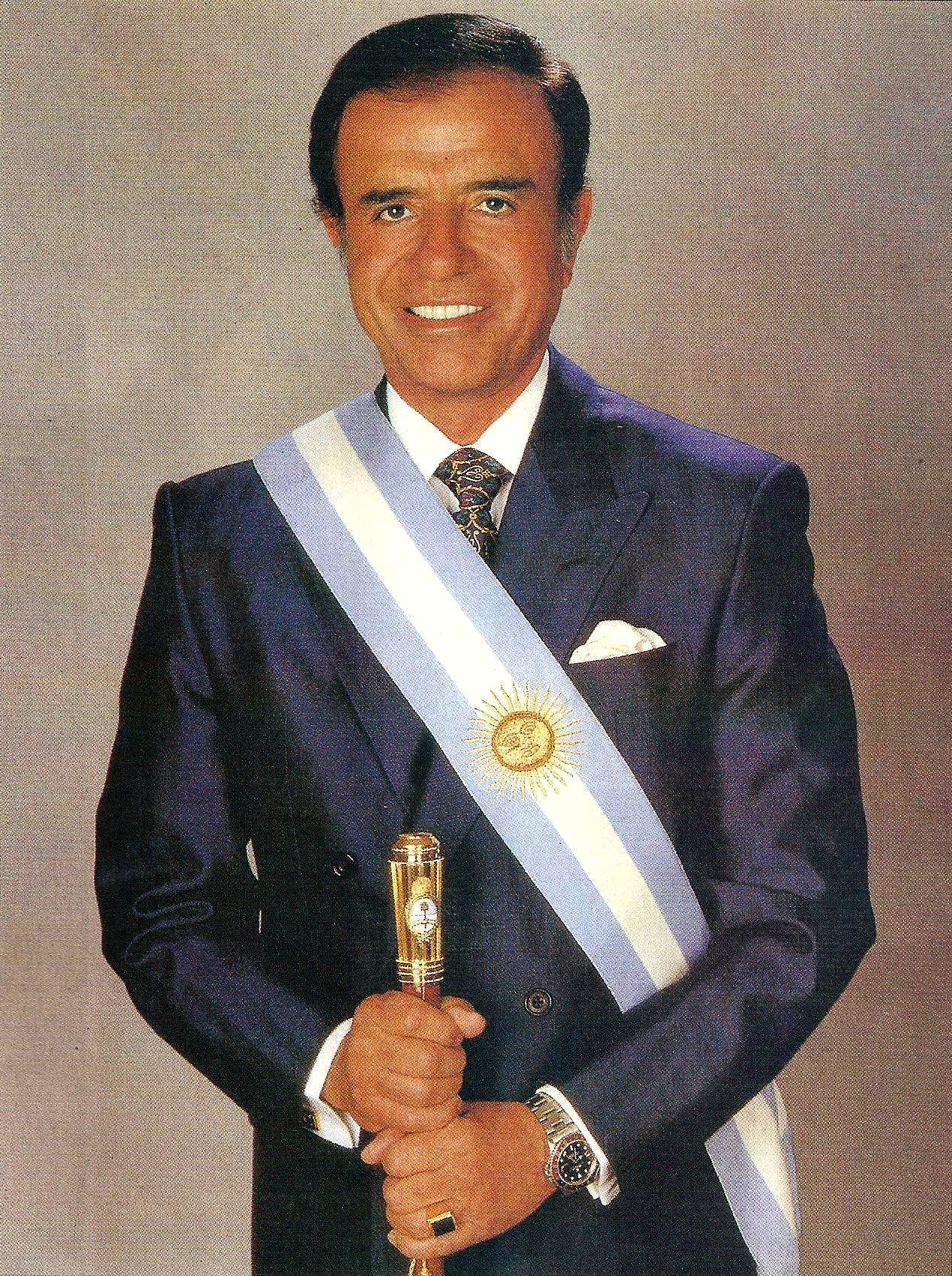
کارلوس منم

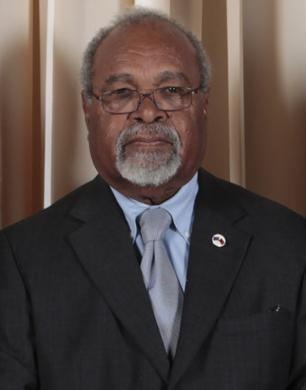
مایکل سوماره

### ۱
- رابرت سی. جونز، ۸۴، فیلم‌نامه‌نویس و تدوین‌گر اهل ایالات متحده آمریکا.[۱]
- داستین دایموند، ۴۴، هنرپیشه و کارگردان اهل ایالات متحده آمریکا.[۲]

### ۲
- ادوارد بابیوکس، ۹۳، سیاستمدار اهل لهستان، نخست‌وزیر (۱۹۸۰).[۳]

### ۳
- علی انصاریان، ۴۳، بازیکن فوتبال و بازیگر اهل ایران.[۴]
- تونی تربرت، ۹۰، تنیس‌باز اهل ایالات متحده آمریکا.[۵]
- محمود کوشان، ۸۸، کارگردان و فیلم‌بردار اهل ایران.[۶]
- مارگرت ویورس، ۹۴، بازیگر اهل سوئد.[۷]
- هایا هاراریت، ۸۹، بازیگر اهل اسرائیل.[۸]

### ۵
- لئون اسپینکز، ۶۷، بوکسور اهل ایالات متحده آمریکا.[۹]
- عزت العلایلی، ۸۶، هنرپیشه اهل مصر.[۱۰]
- ایزا بلینی، ۹۸، خواننده، هنرپیشه، صداپیشه و مجری تلویزیون اهل ایتالیا.[۱۱]
- یوزف بنتس، ۷۶، ورزشکار بابسلد اهل سوئیس.[۱۲]
- کریستوفر پلامر، ۹۱، بازیگر اهل کانادا.[۱۳]
- ولادیمیر ویسوتسکی، ۶۶، دریاسالار اهل روسیه.[۱۴]

### ۶
- بورول جونز، ۸۷، شناگر اهل ایالات متحده آمریکا.[۱۵]
- جرج پی. شولتس، ۱۰۰، اقتصاددان، سیاستمدار و بازرگان اهل ایالات متحده آمریکا.[۱۶]
- هری فیلدر، ۸۰، هنرپیشه اهل بریتانیا.[۱۷]
- کشیشتف کوالفسکی، ۸۳، هنرپیشه اهل لهستان.[۱۸]

### ۷
- مفیده تلاتلی، ۷۳، کارگردان فیلم و تدوین اهل تونس.[۱۹]
- رنه-ویکتور پیل، ۸۶، نویسنده و رمان‌نویس اهل فرانسه.[۲۰]
- ران رایت، ۶۷، سیاستمدار اهل ایالات متحده آمریکا.[۲۱]
- جوزپه روتونو، ۹۷، فیلمبردار اهل ایتالیا.[۲۲]
- لزلی لین، ۹۵، دونده اهل جامائیکا.[۲۳]
- جوزف هیلیس میلر، ۹۲، نویسنده، منتقد ادبی و استاد دانشگاه اهل ایالات متحده آمریکا.[۲۴]

### ۸
- ژان-کلود کریر، ۸۹، فیلم‌نامه‌نویس و بازیگر اهل فرانسه.[۲۵]
- سیریل مانگو، ۹۲، آموزگار، تاریخ‌نگار، و استاد دانشگاه اهل بریتانیا.[۲۶]
- ماری ویلسون، ۷۶، خواننده اهل ایالات متحده آمریکا.[۲۷]

### ۹
- ایوان ایزوکیرو، ۸۳، عصب‌شناس اهل آرژانتین.[۲۸]
- راجیو کاپور، ۵۸، بازیگر، کارگردان و تهیه‌کننده اهل هند.[۲۹]
- چیک کوریا، ۷۹، نوازنده پیانو جاز اهل ایالات متحده آمریکا.[۳۰]

### ۱۰
- لری فلینت، ۷۸، ناشر اهل ایالات متحده آمریکا.[۳۱]

### ۱۱
- ایسادور سینگر، ۹۶، ریاضی‌دان اهل ایالات متحده آمریکا.[۳۲]
- روونا موریل، ۷۶، هنرمند اهل ایالات متحده آمریکا.[۳۳]

### ۱۲
- آنتونیو خیمنس-ریکو، ۸۲، کارگردان فیلم و فیلم‌نامه‌نویس اهل اسپانیا.[۳۴]

### ۱۳
- اینگر بیورنباکن، ۸۷، اسکی‌باز آلپاین اهل نروژ.[۳۵]
- یوری ولاسوف، ۸۵، وزنه‌بردار اهل روسیه.[۳۶]

### ۱۴
- مرید برغوثی، ۷۶، شاعر اهل فلسطین.[۳۷]
- کارلوس منم، ۹۰، سیاستمدار اهل آرژانتین، رئیس‌جمهور (۱۹۸۹–۱۹۹۹).[۳۸]

### ۱۵
- گلنوش خالقی، ۸۰، موسیقی‌دان، آهنگساز، رهبر ارکستر و رهبر گروه کُر اهل ایران.[۳۹]
- ساندرو دری، ۸۲، بازیگر و صداپیشه اهل ایتالیا.[۴۰]
- آرنی سورنسون، ۶۲، کارآفرین، بازرگان و مدیر ارشد اجرایی اهل ایالات متحده آمریکا.[۴۱]
- روژ نوری شاویس، ۷۴، سیاستمدار اهل عراق.[۴۲]

### ۱۶
- کلاودیو سورنتینو، ۷۵، بازیگر، صداپیشه، مدیر دوبلاژ و مجری اهل ایتالیا.[۴۳]
- کارمن، ۶۵، موسیقی‌دان اهل ایالات متحده آمریکا.[۴۴]
- گوستاوو نوبوا، ۸۳، سیاستمدار اهل اکوادور، رئیس‌جمهور (۲۰۰۰–۲۰۰۳).[۴۵]

### ۱۷
- جانلوئیجی ساکارو، ۸۲، شمشیرباز اهل ایتالیا.[۴۶]
- ایرج کابلی، ۸۲، نویسنده، زبان‌شناس و مترجم اهل ایران.[۴۷]
- راش لیمبو، ۷۰، صاحب نظر سیاسی و مجری برنامه‌های گفتگویی رادیویی اهل ایالات متحده آمریکا.[۴۸]
- جان منینگ، ۸۰، بازیکن فوتبال اهل بریتانیا.[۴۹]

### ۱۸
- امیراصلان افشار، ۱۰۱، دیپلمات اهل ایران.[۵۰]
- سرگئو کاراپتیان، ۷۲، سیاستمدار اهل ارمنستان.[۵۱]

### ۱۹
- فیصل عبدالعزیز، ۵۳، بازیکن فوتبال اهل بحرین.[۵۲]

### ۲۰
- ماورو بلوجی، ۷۱، بازیکن فوتبال اهل ایتالیا.[۵۳]
- کریس کرافت، ۸۱، رانندهٔ مسابقات اتومبیل‌رانی فرمول یک اهل بریتانیا.[۵۴]

### ۲۱
- آندره دوفرس، ۹۴، دوچرخه‌سوار اهل فرانسه.[۵۵]
- زلاتکو ساراچویچ، ۵۹، بازیکن و مربی هندبال اهل کرواسی.[۵۶]
- جووانی کناپ، ۷۷، دوچرخه‌سوار اهل ایتالیا.[۵۷]
- آرتور کوک، ۹۲، تیرانداز اهل ایالات متحده آمریکا.[۵۸]

### ۲۲
- لوکا آتاناسیو، ۴۳، سیاستمدار اهل ایتالیا.[۵۹]
- لارنس فرلینگتی، ۱۰۱، شاعر، ناشر، نقاش، روزنامه‌نگار، نویسنده و افسر نیروی دریایی اهل ایالات متحده آمریکا.[۶۰]
- یکاترینا گرادوا، ۷۴، بازیگر و آموزگار اهل اتحاد جماهیر شوروی سوسیالیستی.[۶۱]
- انیس نقاش، ۷۰، تحلیل‌گر سیاسی اهل لبنان.[۶۲]

### ۲۳
- هاینز هرمان تیله، ۷۹، کارآفرین و سرمایه‌دار اهل آلمان.[۶۳]
- تورمود کنوتسن، ۸۹، اسکی‌باز نوردیک ترکیبی اهل نروژ.[۶۴]
- زکی یمانی، ۹۰، سیاستمدار اهل عربستان سعودی.[۶۵]

### ۲۴
- رانلد پیکاپ، ۸۰، هنرپیشه اهل بریتانیا.[۶۶]
- فیلیپ ژاکوته، ۹۵، شاعر و مترجم اهل سوئیس.[۶۷]
- الن رابرت موری، ۶۶، ویرایشگر صدا اهل ایالات متحده آمریکا.[۶۸]
- اتسوشی میاگی، ۸۹، تنیس‌باز اهل ژاپن.[۶۹]

### ۲۶
- طارق البشری، ۸۷، قاضی و متفکر اهل مصر.[۷۰]
- مایکل سوماره، ۸۴، سیاستمدار اهل پاپوآ گینه نو، نخست‌وزیر (۱۹۷۵–۱۹۸۰، ۱۹۸۲–۱۹۸۵، ۲۰۰۲–۲۰۱۰ و ۲۰۱۱).[۷۱]
- الکساندر کلپیکوف، ۷۰، قایقران روئینگ اهل شوروی.[۷۲]
- هانو میکولا، ۷۸، راننده رالی اهل فنلاند.[۷۳]

### ۲۷
- نگ مان-تات، ۶۹، هنرپیشه اهل چین.[۷۴]

### ۲۸
- گلن روئدر، ۶۵، بازیکن فوتبال و مربی فوتبال اهل بریتانیا.[۷۵]

## مارس
مرگ‌ها در مارس ۲۰۲۱ آنچه در پی می‌آید فهرست افراد سرشناسی است که در مارس ۲۰۲۱ درگذشته‌اند.

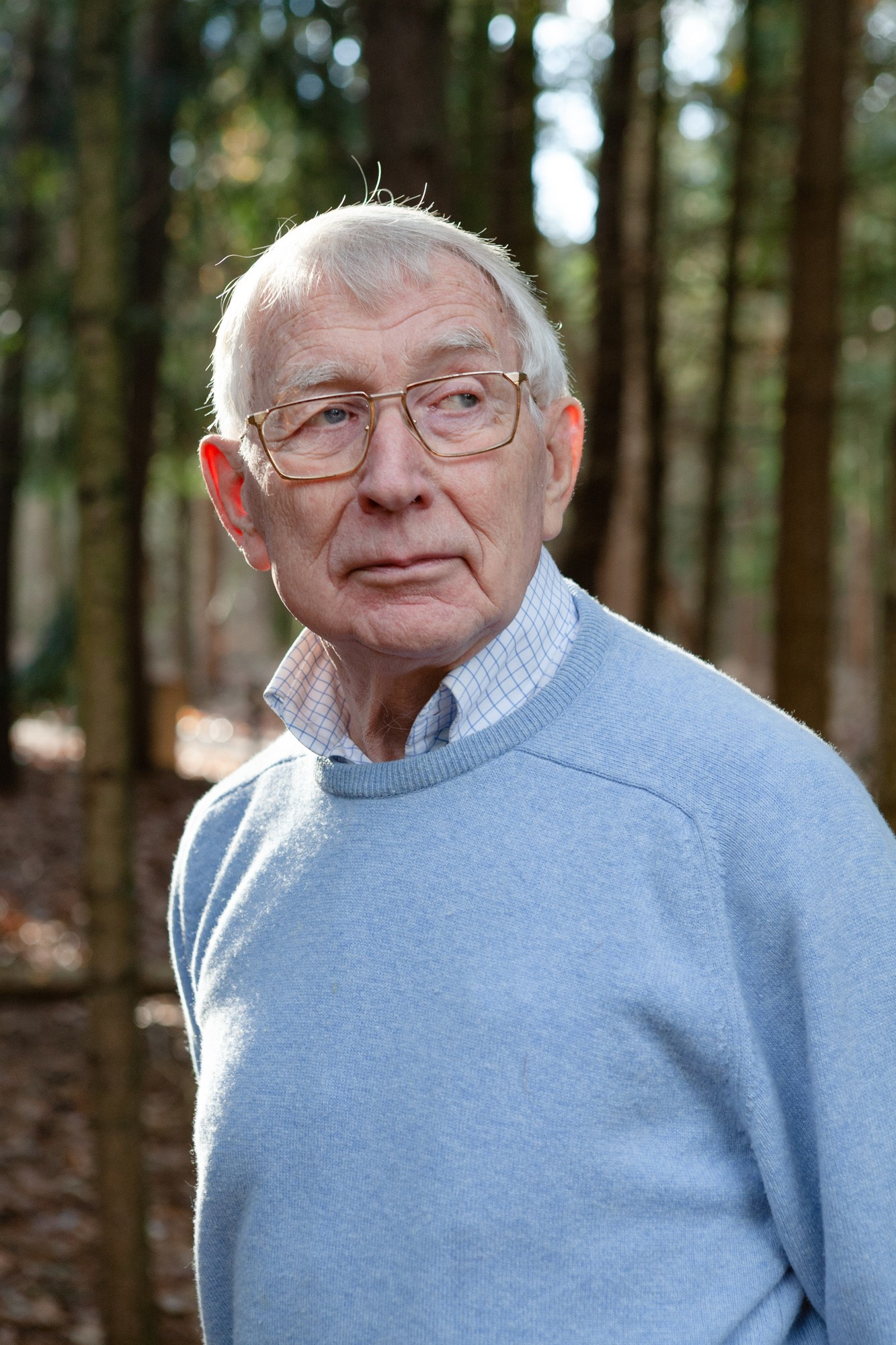
لو اوتنز

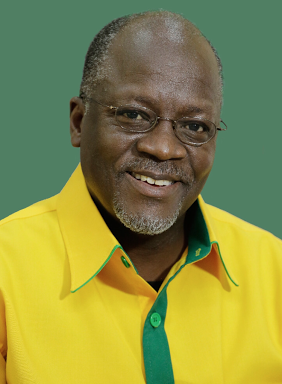
جان ماگوفولی

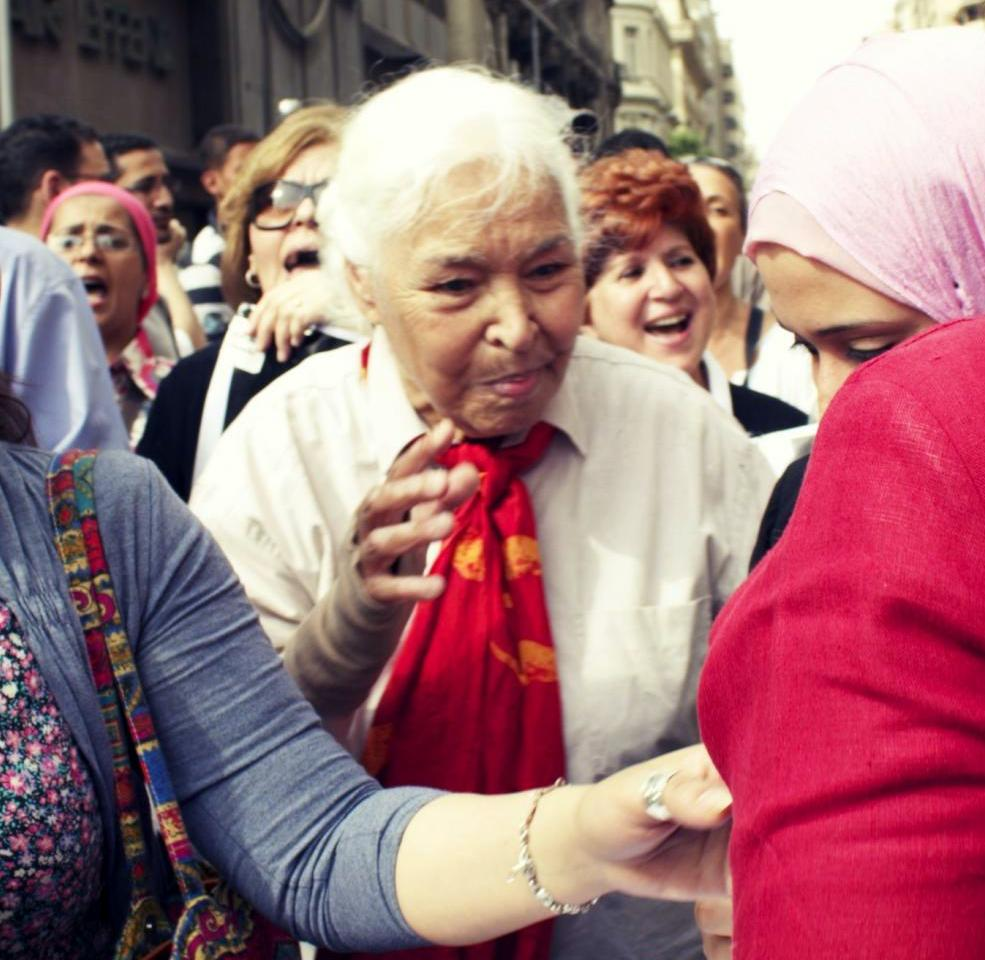
نوال سعداوی

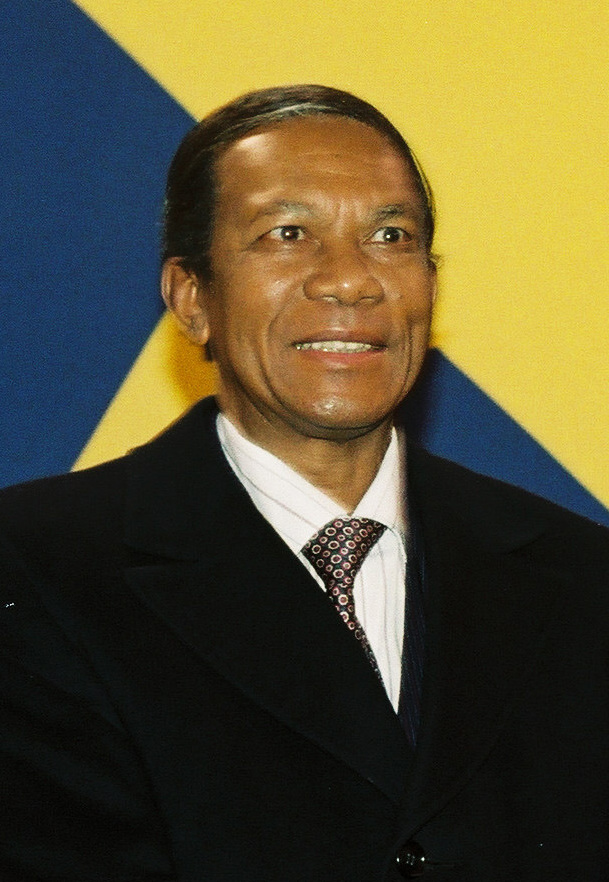
دیدیه راتسیراکا

### ۱
- فلیکس-دئون بلیک، ۵۸، بازیگر پورنوگرافی اهل ایالات متحده آمریکا.[۷۶]
- یان سنت جان، ۸۲، بازیکن فوتبال و مربی فوتبال اهل بریتانیا.[۷۷]
- زلاتکو کرانچار، ۶۴، بازیکن فوتبال و مربی فوتبال اهل کرواسی.[۷۸]
- برنار گوییو، ۷۵، دوچرخه‌سوار اهل فرانسه.[۷۹]

### ۲
- بانی ویلر، ۷۳، خواننده اهل جامائیکا.[۸۰]

### ۳
- مه‌ده‌آ آبراهامیان، ۸۸، نوازنده ویولنسل اهل ارمنستان.[۸۱]

### ۴
- مارک پاولیچ، ۶۳، بازیکن هاکی روی یخ اهل ایالات متحده آمریکا.[۸۲]
- فیل شیزنال، ۷۸، بازیکن فوتبال اهل بریتانیا.[۸۳]

### ۵
- دیوید بایلی، ۸۳، بازیگر اهل انگلستان.[۸۴]

### ۶
- فرانکو آکوستا، ۲۵، بازیکن فوتبال اهل اروگوئه.[۸۵]
- لو اوتنز، ۹۴، مخترع اهل هلند.[۸۶]
- میگل میراندا، ۵۴، بازیکن فوتبال اهل پرو.[۸۷]

### ۷
- کارل جی. شاپیرو، ۱۰۸، تاجر و کارآفرین اهل ایالات متحدهٔ آمریکا.[۸۸]
- جنیس هیپ، ۶۳، شناگر اهل ایالات متحده آمریکا.[۸۹]

### ۸
- راسیم اوزتکین، ۶۲، هنرپیشه اهل ترکیه.[۹۰]
- تروور پیکاک، ۸۹، هنرپیشه اهل بریتانیا.[۹۱]

### ۹
- جان پولکینگورن، ۹۰، فیزیک‌دان اهل انگلستان.[۹۲]
- تامی ترولسن، ۸۰، بازیکن فوتبال اهل دانمارک.[۹۳]
- جیمز لواین، ۷۷، موسیقی‌دان، رهبر ارکستر، نوازندهٔ پیانو اهل ایالات متحده آمریکا.[۹۴]
- راجر ماد، ۹۳، روزنامه‌نگار و خبرنگار اهل ایالات متحده آمریکا.[۹۵]
- ایسلا وگا، ۸۱، هنرپیشه، مدل و خواننده-ترانه‌سرا اهل مکزیک.[۹۶]

### ۱۰
- حامد باکایوکو، ۵۶، سیاستمدار اهل ساحل عاج، نخست‌وزیر (پس از ۲۰۲۰).[۹۷]
- علی مهدی محمد، ۸۲، سیاستمدار اهل سومالی، رئیس‌جمهور (۱۹۹۱–۱۹۹۷).[۹۸]

### ۱۱
- پتار فایفریچ، ۷۹، بازیکن هندبال اهل صربستان.[۹۹]
- آرچی لانگ، ۸۲، سیاستمدار اهل کانادا.[۱۰۰]
- ایزیدور مانکوفسکی، ۸۹، فیلم‌بردار اهل ایالات متحده آمریکا.[۱۰۱]
- نورمن جی. وارن، ۷۸، کارگردان فیلم و تهیه‌کننده اهل بریتانیا.[۱۰۲]

### ۱۲
- ایوو ترومبیچ، ۸۵، بازیکن واترپلو اهل جمهوری فدرال سوسیالیستی یوگسلاوی.[۱۰۳]
- رونالد دفئو جی‌آر.، ۶۹، قاتل دسته‌جمعی اهل ایالات متحده آمریکا.[۱۰۴]

### ۱۳
- کییوکو اونو، ۸۵، ژیمناست اهل ژاپن.[۱۰۵]
- مورای واکر، ۹۷، مفسر ورزشی، روزنامه‌نگار و مجری تلویزیون اهل بریتانیا.[۱۰۶]
- مارولوس ماروین هاگلر، ۶۶، بوکسور اهل ایالات متحده آمریکا.[۱۰۷]

### ۱۴
- محمود خوشنام، ۸۵، پژوهشگر و کارشناس موسیقی اهل ایران.[۱۰۸]
- هنری دارو، ۸۷، هنرپیشه اهل ایالات متحده آمریکا.[۱۰۹]

### ۱۵
- نیل اشکرافت، ۸۲، فیزیک‌دان اهل بریتانیا.[۱۱۰]
- دانیل اون، ۸۱، بازیکن فوتبال اهل فرانسه.[۱۱۱]
- استفان بچل جونیور، ۹۵، اهالی کسب‌وکار اهل ایالات متحده آمریکا.[۱۱۲]
- یافت کوتو، ۸۱، بازیگر اهل ایالات متحده آمریکا.[۱۱۳]

### ۱۶
- مودود احمد، ۸۰، سیاستمدار اهل بنگلادش، نخست‌وزیر (۱۹۸۸–۱۹۸۹).[۱۱۴]
- زابینه اشمیتس، ۵۱، راننده اتومبیل‌رانی اهل آلمان.[۱۱۵]
- کوین برادشاو، ۶۳، دوچرخه‌سوار اهل استرالیا.[۱۱۶]

### ۱۷
- آنتون گارسیا آبریل، ۸۷، موسیقی‌دان و آهنگ‌ساز اهل اسپانیا.[۱۱۷]
- جان ماگوفولی، ۶۱، سیاستمدار اهل تانزانیا، رئیس‌جمهور (پس از ۲۰۱۵).[۱۱۸]

### ۱۸
- السا پرتی، ۸۰، طراح جواهرات و سوپرمدل اهل ایتالیا.[۱۱۹]
- ریچارد گیلیلند، ۷۱، بازیگر اهل ایالات متحده آمریکا.[۱۲۰]
- بیل ال. یانگ، ۷۴، بازیکن فوتبال اهل ایالات متحده آمریکا.[۱۲۱]

### ۱۹
- بری اورتن، ۶۲، کشتی‌گیر کشتی حرفه‌ای اهل ایالات متحده آمریکا.[۱۲۲]
- علی خاوری، ۹۷، سیاستمدار اهل ایران.[۱۲۳]

### ۲۰
- پیتر لوریمر، ۷۴، بازیکن فوتبال اهل اسکاتلند.[۱۲۴]
- فرانسوا نیکولو، ۸۰، دیپلمات اهل فرانسه.[۱۲۵]

### ۲۱
- آدام زاگایووسکی، ۷۵، زبان‌شناس، شاعر، مترجم، رمان‌نویس، نویسنده و استاد دانشگاه اهل لهستان.[۱۲۶]
- نوال سعداوی، ۸۹، نویسنده، کنشگر اجتماعی، فمینیست، روان‌پزشک و پزشک اهل مصر.[۱۲۷]
- باب مک‌نایت، ۸۳، بازیکن هاکی روی یخ اهل کانادا.[۱۲۸]

### ۲۲
- الگین بیلور، ۸۶، بازیکن بسکتبال اهل ایالات متحده آمریکا.[۱۲۹]
- ساگر سرحدی، ۸۷، تهیه‌کننده فیلم، کارگردان فیلم، فیلم‌نامه‌نویس و نویسنده اهل هند.[۱۳۰]
- سوسانا کانالس، ۸۷، هنرپیشه اهل اسپانیا.[۱۳۱]
- جان کرایتون-استوارت، مارکیز هفتم بیوت، ۶۲، رانندهٔ مسابقات اتومبیل‌رانی اهل بریتانیا.[۱۳۲]
- فرانک ووردینگتن، ۷۲، بازیکن فوتبال اهل انگلستان.[۱۳۳]

### ۲۳
- جولی پوماگالسکی، ۴۰، ورزشکار اسنوبردسواری اهل فرانسه.[۱۳۴]
- جرج سیگال، ۸۷، هنرپیشه اهل ایالات متحده آمریکا.[۱۳۵]
- هانا هگرووا، ۸۹، هنرپیشه و خواننده اهل جمهوری چک.[۱۳۶]

### ۲۴
- حمدان بن راشد آل مکتوم، ۷۵، سیاستمدار اهل امارات متحده عربی.[۱۳۷]
- کونیه تاناکا، ۸۸، هنرپیشه اهل ژاپن.[۱۳۸]
- توشیهیکو کوگا، ۵۳، جودوکار اهل ژاپن.[۱۳۹]
- ازرا نیومن، ۹۱، فیزیک‌دان اهل ایالات متحده آمریکا.[۱۴۰]
- جسیکا والتر، ۸۰، هنرپیشه اهل ایالات متحده آمریکا.[۱۴۱]

### ۲۵
- بیل بروک، ۹۰، سیاستمدار اهل ایالات متحده آمریکا.[۱۴۲]
- برتران تاورنیه، ۷۹، کارگردان، فیلم‌نامه‌نویس، هنرپیشه و تهیه‌کننده اهل فرانسه.[۱۴۳]
- بورلی کلی‌یری، ۱۰۴، نویسنده اهل ایالات متحده آمریکا.[۱۴۴]
- لری مک‌مرتری، ۸۴، رمان‌نویس، مقاله‌نویس، فیلم‌نامه‌نویس و کتابفروش اهل ایالات متحده آمریکا.[۱۴۵]

### ۲۶
- محمدحسین خداپرست، ۸۲، بازیکن فوتبال اهل ایران.[۱۴۶]
- آزاده نامداری، ۳۶، مجری اهل ایران.[۱۴۷]
- اورزولا هاپه، ۹۴، شناگر اهل آلمان.[۱۴۸]

### ۲۷
- درک اوفتون، ۹۲، بازیکن فوتبال اهل انگلستان.[۱۴۹]
- پتر کلنر، ۵۶، کارآفرین، سرمایه‌دار و مدیر ارشد اجرایی اهل جمهوری چک.[۱۵۰]

### ۲۸
- دیدیه راتسیراکا، ۸۴، سیاستمدار اهل ماداگاسکار، رئیس‌جمهور (۱۹۷۵–۱۹۹۳ و ۱۹۹۷–۲۰۰۲).[۱۵۱]
- لیو کای-چی، ۶۶، هنرپیشه اهل هنگ کنگ.[۱۵۲]

### ۲۹
- باشکیم فینو، ۵۸، سیاستمدار اهل آلبانی، نخست‌وزیر (۱۹۹۷).[۱۵۳]

### ۳۰
- ژان بورلس، ۹۰، دوچرخه‌سوار اهل فرانسه.[۱۵۴]

### ۳۱
- آرکادی تر-تادئوسیان، ۸۱، نظامی اهل ارمنستان.[۱۵۵]
- کمال الجنزوری، ۸۸، سیاستمدار اهل مصر، نخست‌وزیر (۱۹۹۶–۱۹۹۹ و ۲۰۱۱–۲۰۱۲).[۱۵۶]

## آوریل
مرگ‌ها در آوریل ۲۰۲۱ آنچه در پی می‌آید فهرست افراد سرشناسی است که در آوریل ۲۰۲۱ درگذشته‌اند.

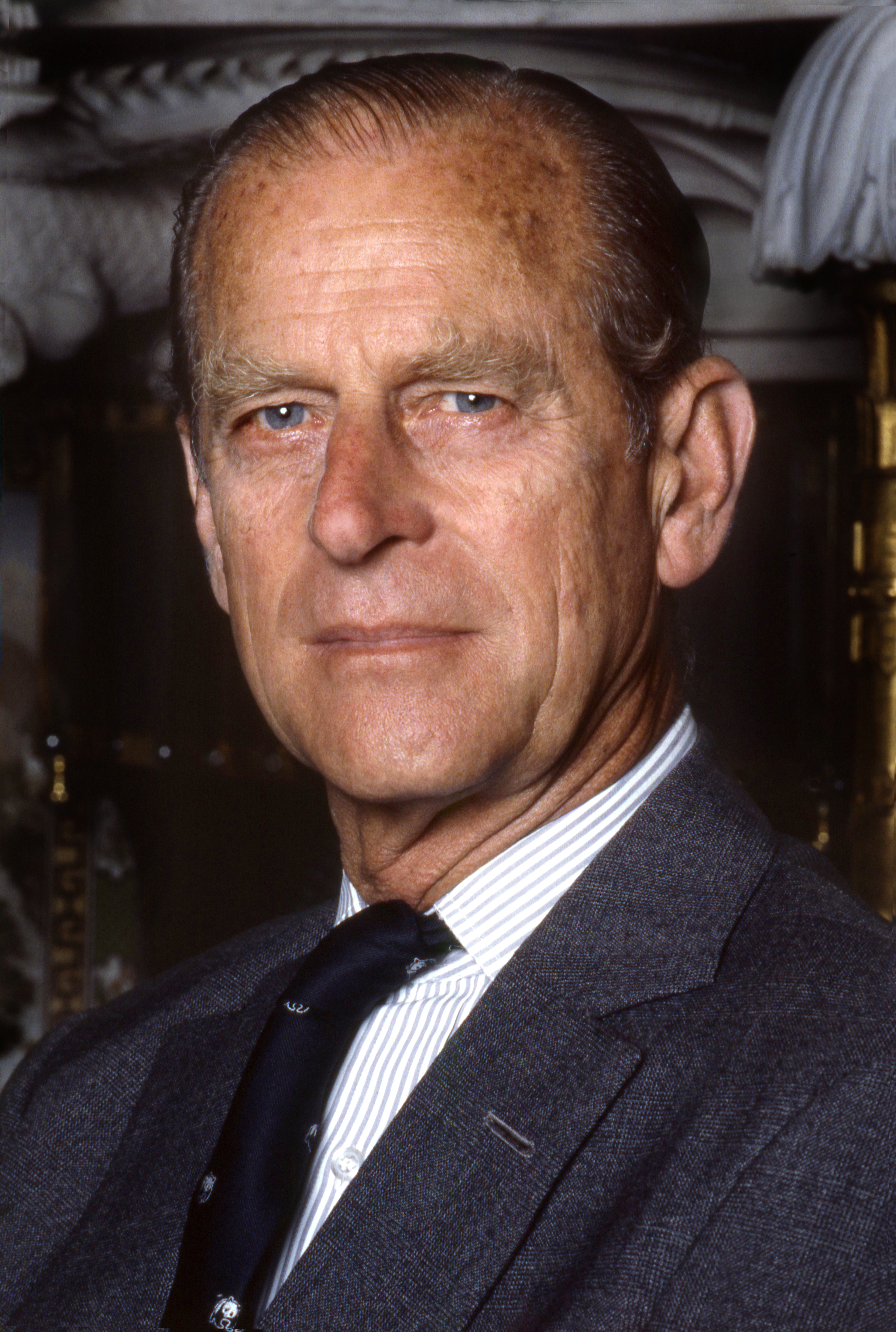
شاهزاده فیلیپ، دوک ادینبرو

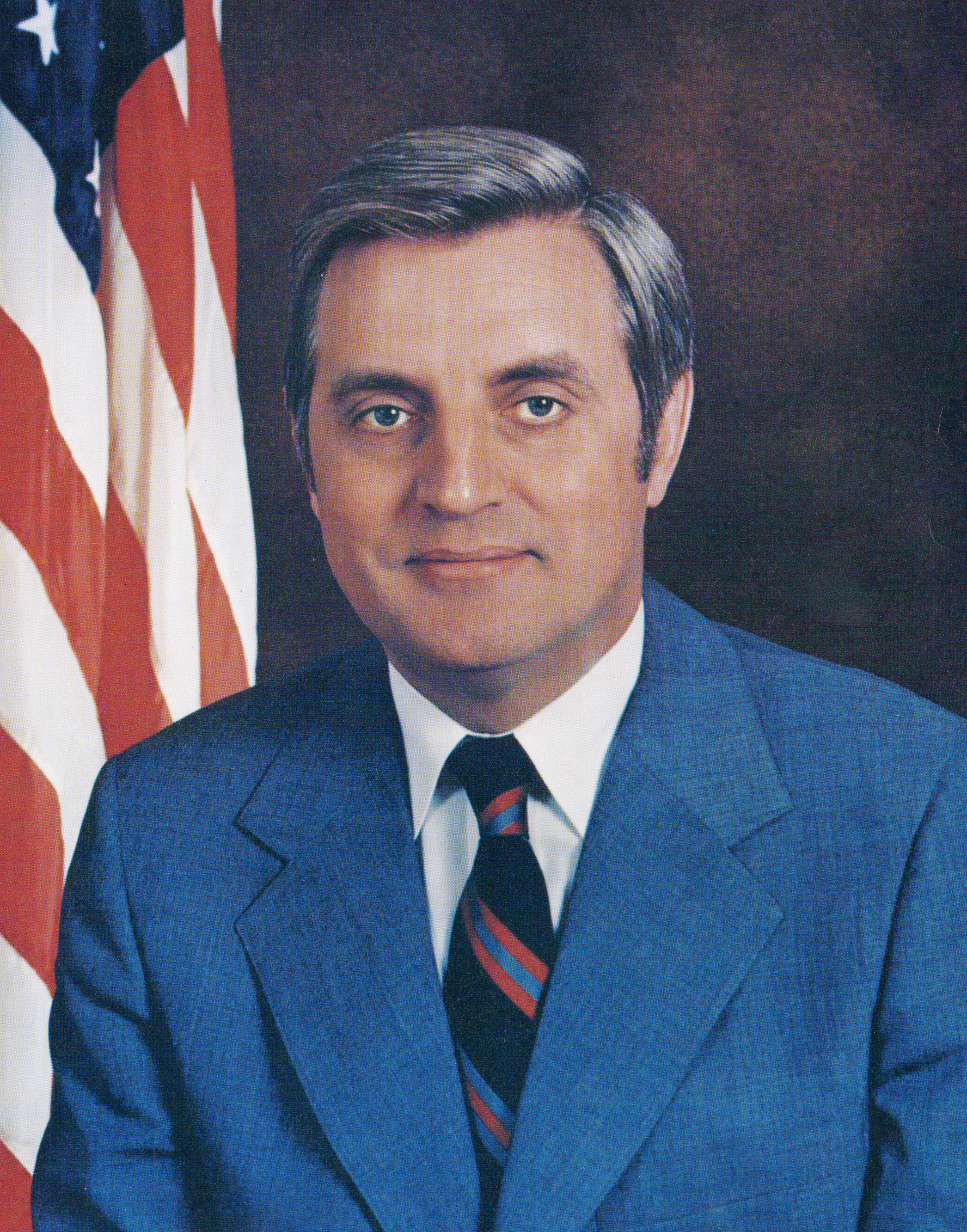
والتر ماندیل

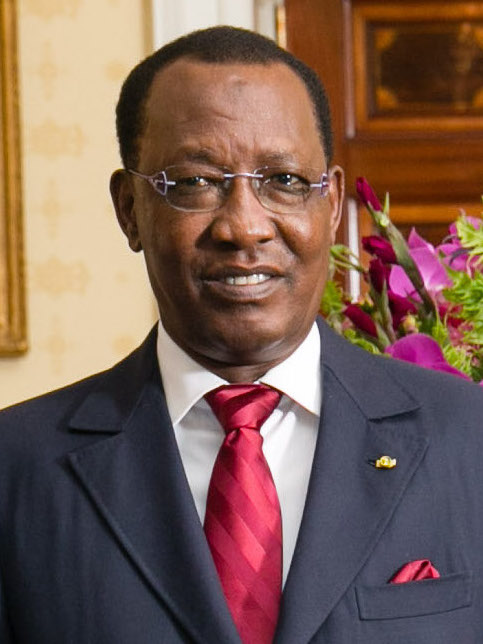
ادریس دبی

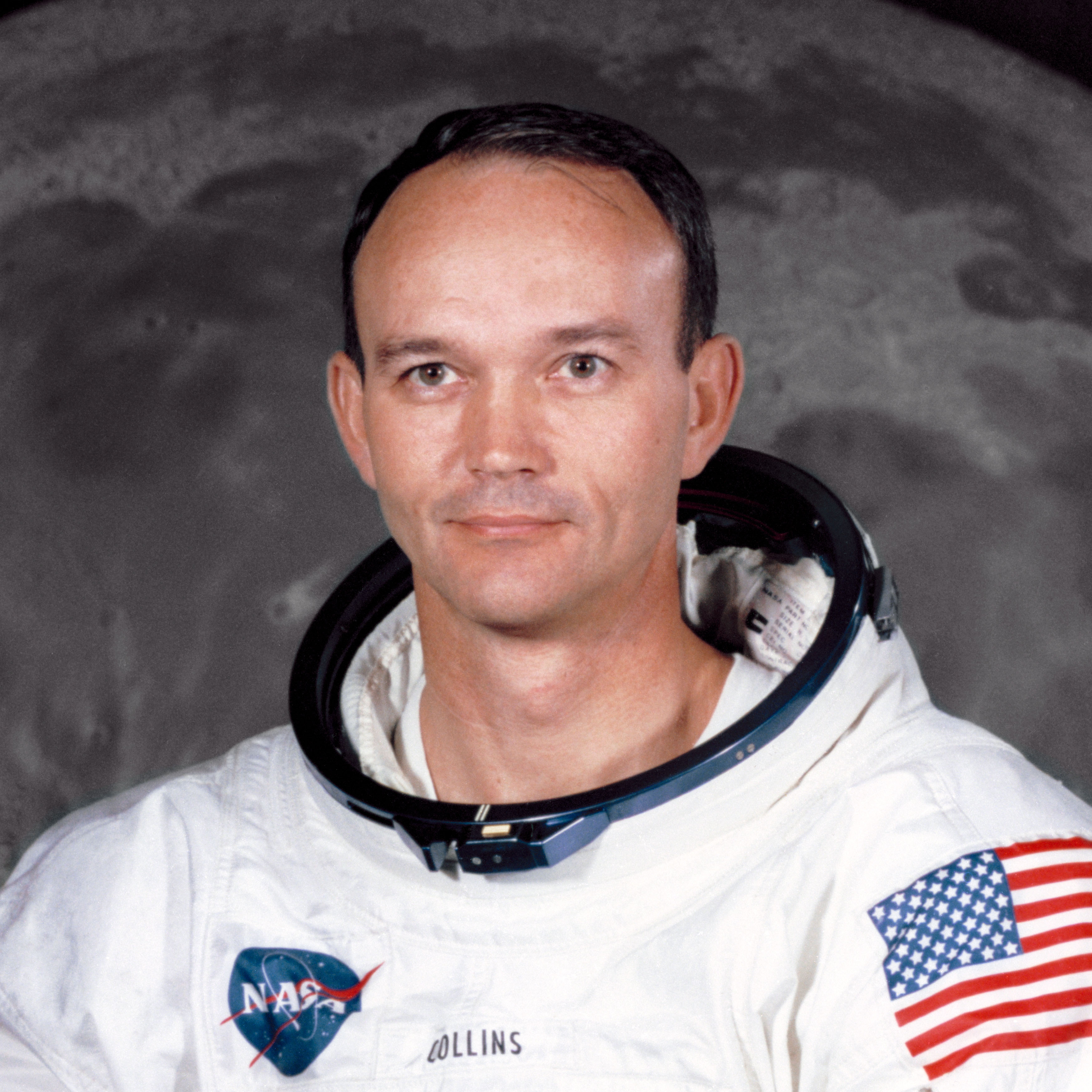
مایکل کولینز

### ۱
- ایسامو آکاساکی، ۹۲، فیزیک‌دان اهل ژاپن، برنده نوبل (۲۰۱۴).[۱۵۷]
- لی آکر، ۷۷، هنرپیشه اهل ایالات متحده آمریکا.[۱۵۸]

### ۲
- کلارا لامور، ۹۴، شناگر اهل ایالات متحده آمریکا.[۱۵۹]

### ۳
- گلوریا هنری، ۹۸، هنرپیشه اهل ایالات متحده آمریکا.[۱۶۰]

### ۴
- هاشیدا سوگاکو، ۹۵، نویسنده، فیلم‌نامه‌نویس و نمایش‌نامه‌نویس اهل ژاپن.[۱۶۱]
- شاشیکالا، ۸۸، بازیگر اهل هند.[۱۶۲]
- زگمونت مالانوویچ، ۸۳، هنرپیشه و فیلم‌نامه‌نویس اهل لهستان.[۱۶۳]
- رابرت ماندل، ۸۸، اقتصاددان اهل کانادا، برنده نوبل (۱۹۹۹).[۱۶۴]

### ۵
- فیلیپ کی. چاپمن، ۸۶، فضانورد اهل استرالیا.[۱۶۵]
- پال ریتر، ۵۴، هنرپیشه اهل انگلستان.[۱۶۶]

### ۶
- والتر اولکویتز، ۷۲، هنرپیشه اهل ایالات متحده آمریکا.[۱۶۷]
- هانس کونگ، ۹۳، کشیش، الهی‌دان و نویسنده اهل سوئیس.[۱۶۸]
- السی هستینگس، ۸۴، سیاستمدار و قاضی اهل ایالات متحده آمریکا.[۱۶۹]

### ۷
- ویکتور کورنتسوف، ۸۰، وزنه‌بردار اهل شوروی.[۱۷۰]

### ۸
- دیانا ایگالی، ۵۶، تیرانداز اهل مجارستان.[۱۷۱]
- ریچارد راش، ۹۱، کارگردان، تهیه‌کننده و فیلم‌نامه‌نویس اهل ایالات متحده آمریکا.[۱۷۲]
- کان فیندلی، ۹۰، قایقران روئینگ اهل ایالات متحده آمریکا.[۱۷۳]
- داگ هولدن، ۹۰، بازیکن فوتبال اهل انگلستان.[۱۷۴]

### ۹
- دی‌ام‌اکس، ۵۰، خواننده رپ و بازیگر اهل ایالات متحده آمریکا.[۱۷۵]
- جودیت ریزمن، ۸۵، نویسنده و دانشمند اهل ایالات متحده آمریکا.[۱۷۶]
- اکهارد فاسر، ۶۸، ورزشکار بابسلد اهل سوئیس.[۱۷۷]
- شاهزاده فیلیپ، دوک ادینبرو، ۹۹، همسر ملکه الیزابت دوم، عضوی از خانواده سلطنتی بریتانیا و مسن‌ترین همسر یک فرمانروا در بریتانیا و کسی بود که در قلمروهای مشترک‌المنافع بیشترین مدت خدمت را به عنوان همسر فرمانروا داشت.[۱۷۸]
- رمزی کلارک، ۹۳، وکیل و کنشگر اهل ایالات متحده آمریکا.[۱۷۹]
- جون نیوتن، ۹۷، هنرپیشه و عکاس اهل استرالیا.[۱۸۰]

### ۱۱
- دایسوکه ریو، ۶۴، هنرپیشه اهل ژاپن.[۱۸۱]
- انتسو شوتی، ۷۶، طراح و تصویرساز اهل ایتالیا.[۱۸۲]
- استانیسلافس لوگایلو، ۸۳، بازیکن والیبال لتونیایی‌تبار اهل شوروی.[۱۸۳]

### ۱۲
- پیتر گوی، ۸۲، بازیکن فوتبال اهل انگلستان.[۱۸۴]
- آندری ماران، ۹۴، هنرپیشه اهل فرانسه.[۱۸۵]
- گلن وستون، ۸۰، کارآفرین، سرمایه‌دار، بازرگان و مدیر ارشد اجرایی اهل کانادا.[۱۸۶]

### ۱۳
- جمال القبندی، ۶۲، بازیکن فوتبال اهل کویت.[۱۸۷]

### ۱۴
- ییلدیریم آک‌بولوت، ۸۵، سیاستمدار اهل ترکیه، نخست‌وزیر (۱۹۸۹–۱۹۹۱).[۱۸۸]
- مأمون سامی رشید العلوانی، ۶۳، سیاستمدار اهل عراق.[۱۸۹]
- برنارد میداف، ۸۲، سرمایه‌گذار اهل ایالات متحده آمریکا.[۱۹۰]

### ۱۵
- وارتان گریگوریان، ۸۷، آموزگار و مورخ ارمنی-آمریکایی زاده ایران.[۱۹۱]

### ۱۶
- آنتونتی پاول، ۸۵، طراح صحنه و لباس اهل بریتانیا.[۱۹۲]
- ماری توروچیک، ۸۵، هنرپیشه اهل مجارستان.[۱۹۳]
- نادر دست‌نشان، ۶۰، بازیکن و مربی فوتبال اهل ایران.[۱۹۴]
- فلیکس سیلا، ۸۴، هنرپیشه و بدل‌کار اهل ایتالیا.[۱۹۵]
- چارلز گسچه، ۸۱، مهندس کامپیوتر و کارآفرین اهل ایالات متحده آمریکا.[۱۹۶]
- هلن مک‌کروری، ۵۲، بازیگر اهل انگلستان.[۱۹۷]
- سرگی نوویکوف، ۷۱، جودوکار اهل شوروی.[۱۹۸]

### ۱۷
- ارول دمیروز، ۸۱، هنرپیشه اهل ترکیه.[۱۹۹]
- فریدون قنبری، ۴۳، کشتی‌گیر اهل ایران.[۲۰۰]

### ۱۸
- سید محمد حجازی، ۶۵، نظامی اهل ایران.[۲۰۱]
- فرانک مک‌کیب، ۹۳، بازیکن بسکتبال اهل ایالات متحده آمریکا.[۲۰۲]

### ۱۹
- جیم استاینمن، ۷۳، موسیقی‌دان اهل ایالات متحده آمریکا.[۲۰۳]
- آندرزژ بیالینیکی-بیرولا، ۸۵، ریاضیدان اهل لهستان.[۲۰۴]
- ویکتور شووالوف، ۹۷، بازیکن هاکی روی یخ اهل اتحاد جماهیر شوروی سوسیالیستی.[۲۰۵]
- ویلی فن در کویلن، ۷۴، بازیکن فوتبال اهل هلند.[۲۰۶]
- ورا لانتراتووا، ۷۶، بازیکن والیبال اهل اتحاد جماهیر شوروی سوسیالیستی.[۲۰۷]
- والتر ماندیل، ۹۳، سیاستمدار اهل ایالات متحده آمریکا، معاون رئیس‌جمهور (۱۹۷۷–۱۹۸۱).[۲۰۸]

### ۲۰
- تمپست استورم، ۹۳، هنرپیشه اهل ایالات متحده آمریکا.[۲۰۹]
- ادریس دبی، ۶۸، سیاستمدار اهل چاد، رئیس‌جمهور (پس از ۱۹۹۰).[۲۱۰]
- ویسواوا مازورکیویچ، ۹۵، هنرپیشه اهل لهستان.[۲۱۱]
- مونتی هلمن، ۹۱، کارگردان، تهیه‌کننده و تدوین‌گر اهل ایالات متحده آمریکا.[۲۱۲]

### ۲۱
- هوکون بروسون، ۹۳، ورزشکار اسکی صحرانوردی اهل نروژ.[۲۱۳]
- توماس فریچ، ۷۷، هنرپیشه و صداپیشه اهل آلمان.[۲۱۴]

### ۲۳
- میلوا، ۸۱، موسیقی‌دان، هنرپیشه و خواننده اهل ایتالیا.[۲۱۵]

### ۲۴
- کریستا لودویگ، ۹۳، موسیقی‌دان اهل آلمان.[۲۱۶]

### ۲۵
- حمید جاسمیان، ۸۴، بازیکن فوتبال اهل ایران.[۲۱۷]
- جان کونرادس، ۷۸، شناگر استرالیایی - لتونیایی.[۲۱۸]

### ۲۶
- تامارا پرس، ۸۳، ورزشکار رشتهٔ دو و میدانی اهل اتحاد شوروی.[۲۱۹]

### ۲۸
- ریسیتاس، ۶۵، هنرپیشه و کمدین اهل اسپانیا.[۲۲۰]
- فدریکو سالاس، ۷۰، سیاستمدار اهل پرو، نخست‌وزیر (۲۰۰۰).[۲۲۱]
- مایکل کولینز، ۹۰، فضانورد اهل ایالات متحده آمریکا.[۲۲۲]

### ۲۹
- منگشتی امیریان، ۸۵، وزنه‌بردار اهل ایران.[۲۲۳]
- ژانگ انهوا، ۴۸، بازیکن فوتبال اهل جمهوری خلق چین.[۲۲۴]
- جانی کراوفورد، ۷۵، هنرپیشه و خواننده اهل ایالات متحده آمریکا.[۲۲۵]

### ۳۰
- کی. وی. آناند، ۵۴، فیلم‌بردار و کارگردان فیلم اهل هند.[۲۲۶]
- الی برود، ۸۷، سرمایه‌دار و کارآفرین اهل ایالات متحده آمریکا.[۲۲۷]
- آزاد رحیمف، ۵۶، سیاستمدار اهل جمهوری آذربایجان.[۲۲۸]

## مه
مرگ‌ها در مه ۲۰۲۱ آنچه در پی می‌آید فهرست افراد سرشناسی است که در مه ۲۰۲۱ درگذشته‌اند.

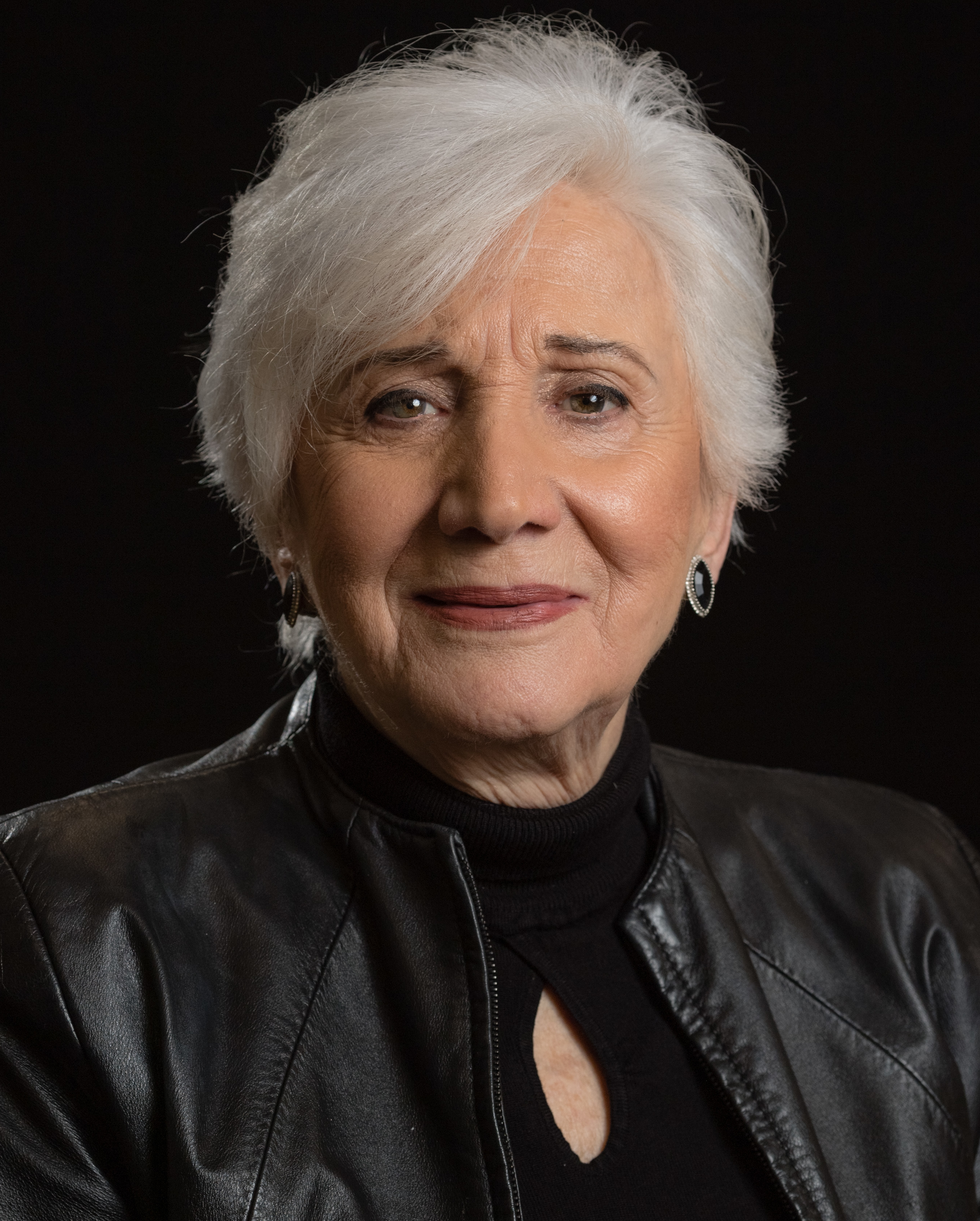
المپیا دوکاکیس

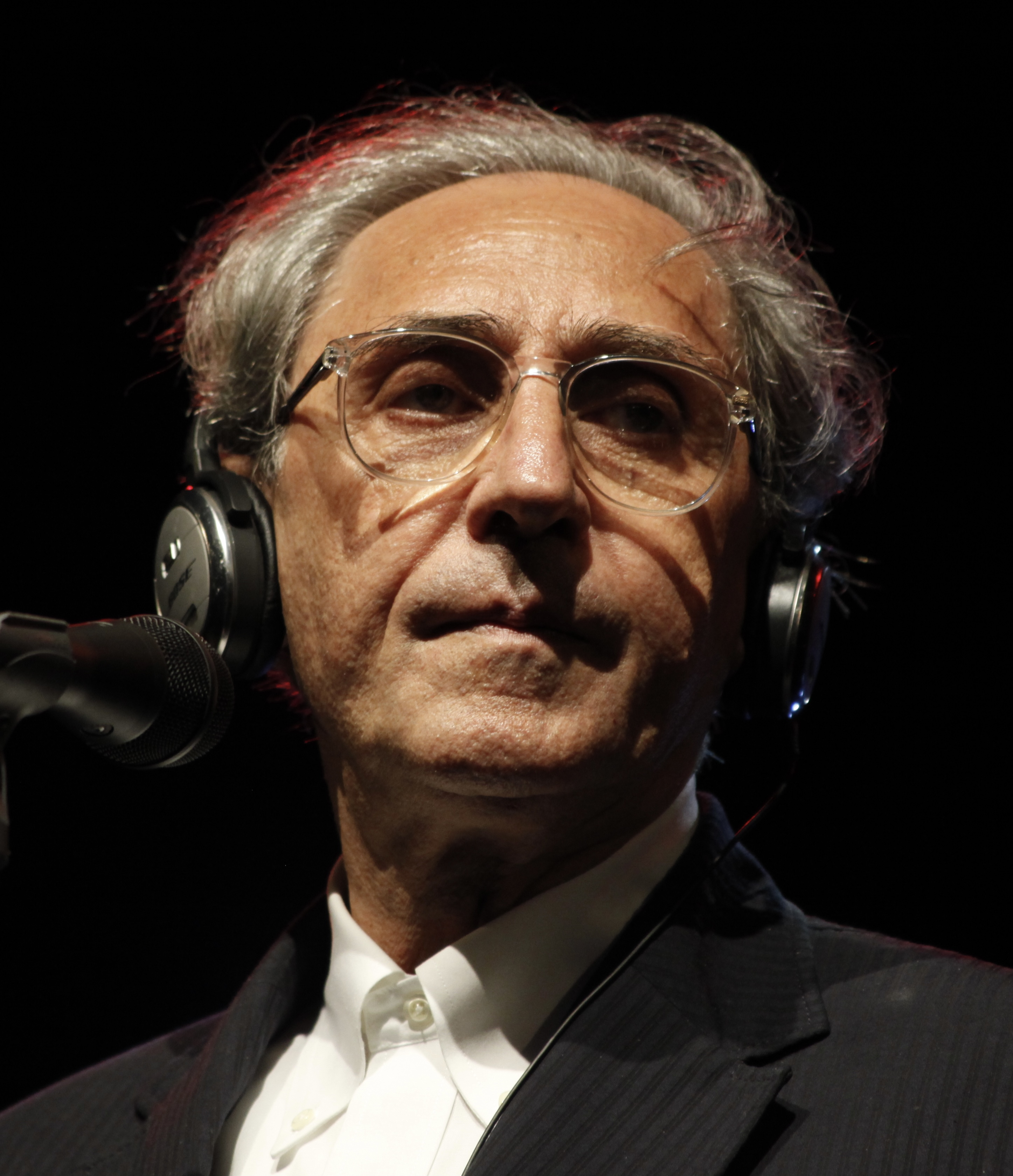
فرانکو باتیاتو

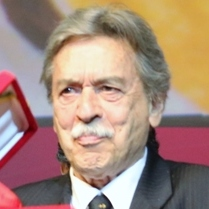
پائولو مندز دا روشا

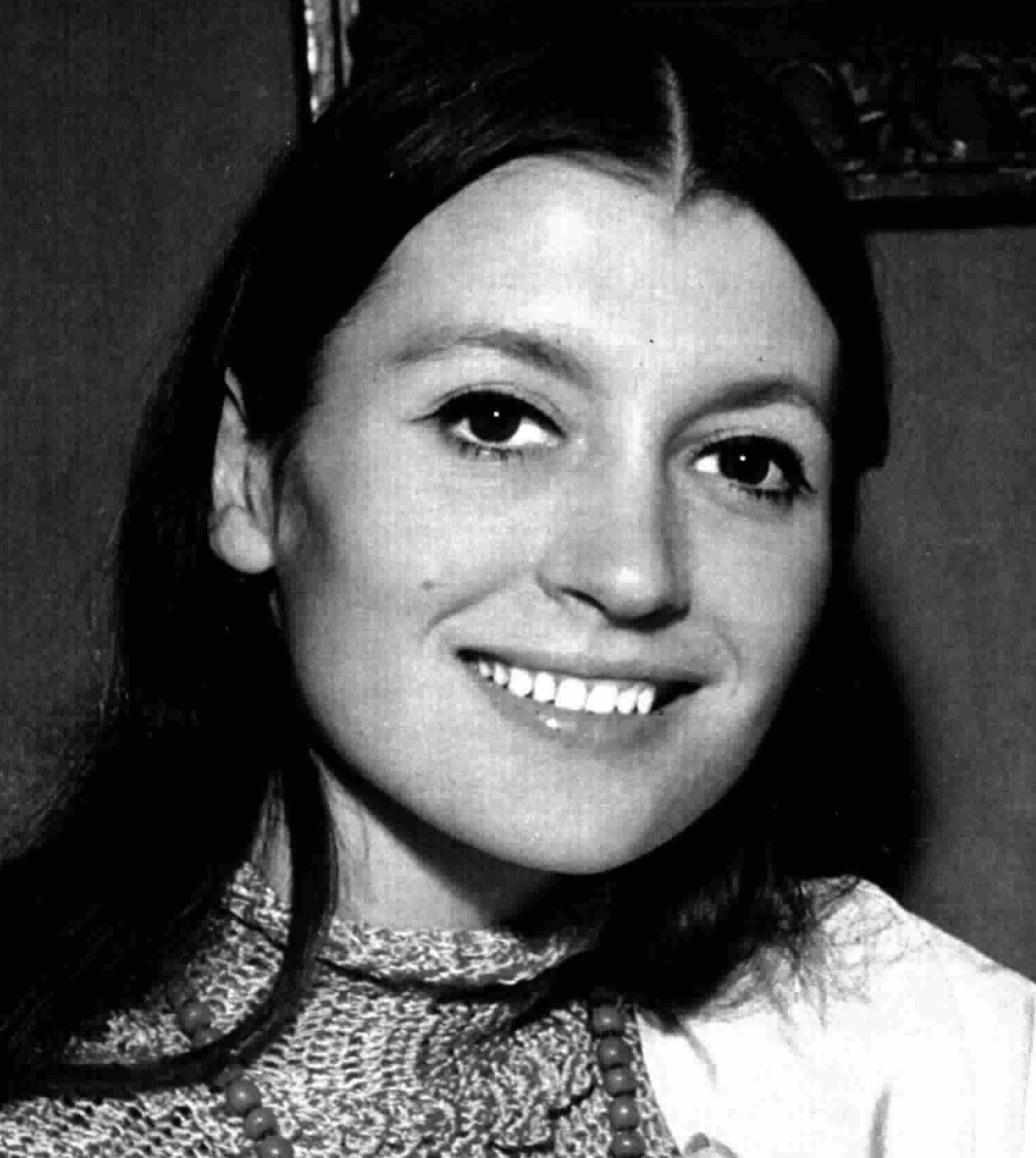
کارلا فراچی

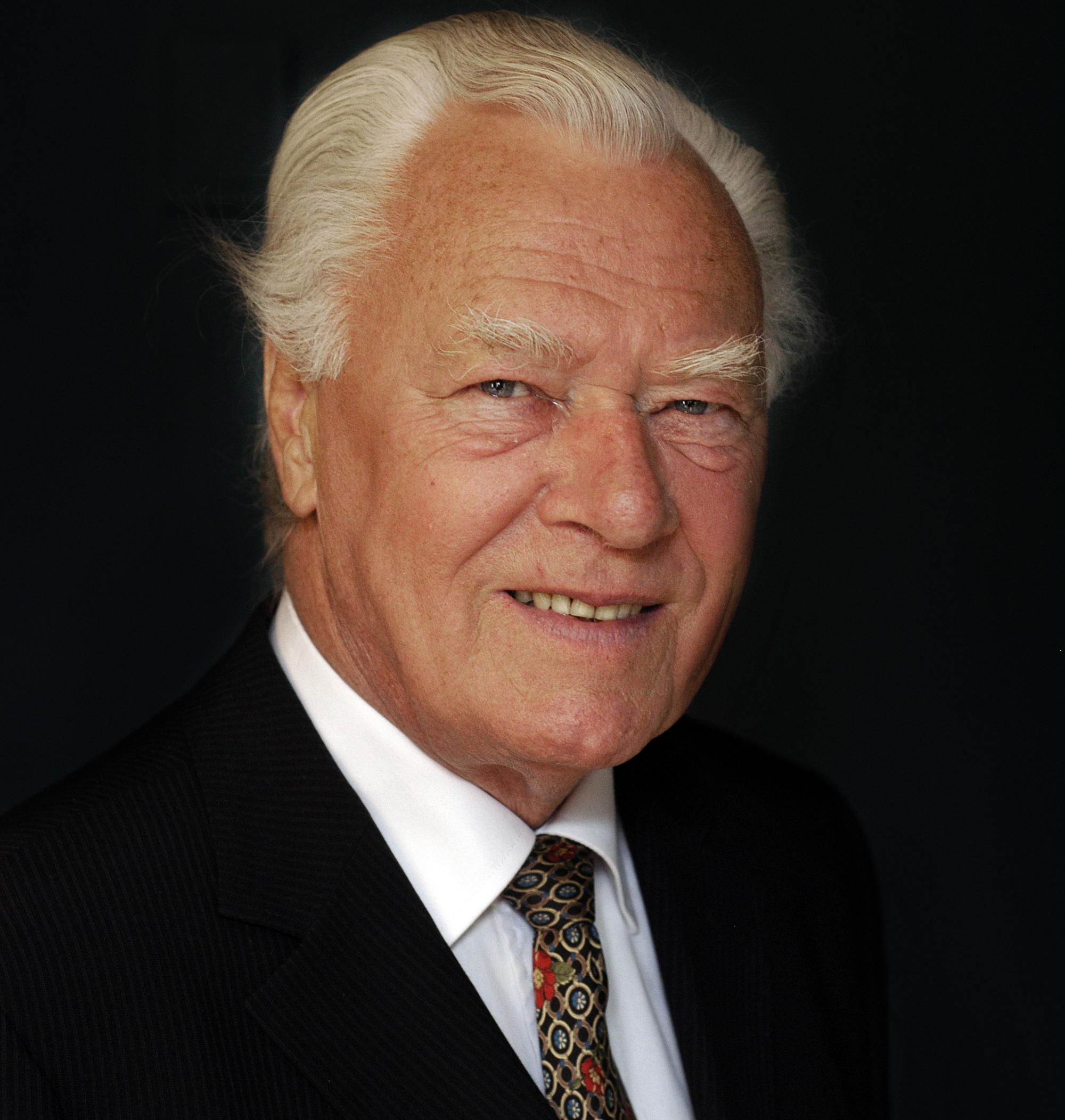
پل اشلوتر

### ۱
- چاک دارلینگ، ۹۱، بازیکن بسکتبال اهل ایالات متحده آمریکا.[۲۲۹]
- المپیا دوکاکیس، ۸۹، هنرپیشه اهل ایالات متحده آمریکا.[۲۳۰]
- هلن مورای فری، ۹۸، شیمی‌دان اهل ایالات متحده آمریکا.[۲۳۱]

### ۲
- بابی آنسر، ۸۷، رانندهٔ مسابقات اتومبیل‌رانی اهل ایالات متحده آمریکا.[۲۳۲]

### ۳
- ژاک دآمبوس، ۸۶، هنرپیشه و طراح رقص اهل ایالات متحده آمریکا.[۲۳۳]

### ۴
- سیمون آشیدی آچو، ۸۶، سیاستمدار اهل کامرون، نخست‌وزیر (۱۹۹۲–۱۹۹۶).[۲۳۴]
- برنار زیگلر، ۸۸، خلبان اهل فرانسه.[۲۳۵]

### ۵
- جئورگی پروکوپنکو، ۸۴، شناگر اهل شوروی.[۲۳۶]

### ۶
- ییتزهاک آراد، ۹۴، تاریخ‌نگار اهل اسرائیل.[۲۳۷]
- دیوید اچ. گمبرل، ۹۱، سیاستمدار اهل ایالات متحده آمریکا.[۲۳۸]
- کنتارو میورا، ۵۴، هنرمند مانگاکا اهل ژاپن.[۲۳۹]

### ۷
- مارتین پاندو، ۸۶، بازیکن فوتبال اهل آرژانتین.[۲۴۰]
- تانی کیتین، ۵۹، هنرپیشه و مانکن اهل ایالات متحده آمریکا.[۲۴۱]
- ایگور لیگاچف، ۱۰۰، سیاستمدار اهل اتحاد جماهیر شوروی سوسیالیستی.[۲۴۲]

### ۸
- رونالد اینگلهارت، ۸۶، دانشمند سیاسی اهل ایالات متحده آمریکا.[۲۴۳]
- راویندر پال سینگ، ۶۰، بازیکن هاکی روی چمن اهل هند.[۲۴۴]
- ماهارج کریشان کاوشیک، ۶۶، بازیکن هاکی روی چمن اهل هند.[۲۴۵]
- هلموت یاهن، ۸۱، معمار آلمانی-آمریکایی.[۲۴۶]

### ۹
- خوزه مانوئل کابایرو، ۹۴، شاعر و نویسنده اهل اسپانیا.[۲۴۷]

### ۱۰
- فرانک برازیر، ۸۷، دوچرخه‌سوار اهل استرالیا.[۲۴۸]
- سوانته تورسون، ۸۴، خواننده اهل سوئد.[۲۴۹]
- اینیا جابر، ۶۲، نویسنده، شاعر و روزنامه‌نگار اهل لبنان.[۲۵۰]
- عبدالوهاب شهیدی، ۹۸، موسیقی‌دان، خواننده، آهنگساز، مدرس آواز و نوازندهٔ عود اهل ایران.[۲۵۱]
- جرومی کاگان، ۹۲، روان‌شناس اهل ایالات متحده آمریکا.[۲۵۲]

### ۱۱
- ویلفرید پفگن، ۷۸، دوچرخه‌سوار اهل آلمان.[۲۵۳]
- نورمن لوید، ۱۰۶، هنرپیشه، تهیه‌کننده، صداپیشه و کارگردان اهل ایالات متحده آمریکا.[۲۵۴]
- بادی وان هورن، ۹۲، هنرپیشه اهل ایالات متحده آمریکا.[۲۵۵]

### ۱۲
- اوبیراتان د امبروزیو، ۸۸، تاریخنگار ریاضیات اهل برزیل.[۲۵۶]
- ییژی فوریسل، ۸۹، بازیکن فوتبال اهل چکسلواکی.[۲۵۷]

### ۱۳
- کریستا اشتوبنیک، ۸۷، دونده سرعت اهل آلمان شرقی.[۲۵۸]
- ایندو جین، ۸۴، کارآفرین و سرمایه‌دار اهل هند.[۲۵۹]
- اولیویه ژان-ماری، ۶۱، کارگردان فیلم و انیماتور اهل فرانسه.[۲۶۰]

### ۱۵
- بابک خرمدین، ۴۶، کارگردان و فیلم‌نامه‌نویس اهل ایران.[۲۶۱]

### ۱۶
- سمیر حجاوی، ۴۲، بازیکن فوتبال اهل الجزایر.[۲۶۲]
- ریلدو دا کوستا مندز، ۷۹، بازیکن فوتبال اهل برزیل.[۲۶۳]

### ۱۸
- فرانکو باتیاتو، ۷۶، موسیقی‌دان اهل ایتالیا.[۲۶۴]
- چارلز گرودین، ۸۶، هنرپیشه اهل ایالات متحده آمریکا.[۲۶۵]
- داگلاس ماسمن، ۸۸، هنرپیشه اهل ایالات متحده آمریکا.[۲۶۶]

### ۱۹
- لی اوانز، ۷۴، ورزشکار اهل ایالات متحده آمریکا.[۲۶۷]
- ابوبکر شکائو، ۵۶–۴۶، رهبر گروه شبه نظامی بوکو حرام اهل نیجریه.[۲۶۸]

### ۲۰
- ساندور پل، ۶۵، داور فوتبال اهل مجارستان.[۲۶۹]
- یون دیچیسانو، ۸۷، نویسنده و بازیگر تئاتر، سینما و تلویزیون اهل رومانی.[۲۷۰]
- سمیر غانم، ۸۴، کمدین، خواننده و هنرپیشه اهل مصر.[۲۷۱]

### ۲۱
- ساندرلال باهوگونا، ۹۴، طرفدار محیط زیست و فعال سیاسی اهل هند.[۲۷۲]
- طاهر صلاحوف، ۹۲، نقاش اهل جمهوری شوروی سوسیالیستی آذربایجان.[۲۷۳]

### ۲۲
- فرانسسک آرنائو، ۴۶، بازیکن فوتبال اهل اسپانیا.[۲۷۴]
- یوان لنگپینگ، ۹۱، دانشمند اهل چین.[۲۷۵]
- روبر مرشان، ۱۰۹، دوچرخه‌سوار اهل فرانسه.[۲۷۶]

### ۲۳
- دنیس آکورت، ۸۳، بازیکن کریکت اهل ولز.[۲۷۷]
- مالک دوهان الحسن، ۱۰۱، سیاستمدار اهل عراق.[۲۷۸]
- پائولو مندز دا روشا، ۹۲، معمار اهل برزیل.[۲۷۹]

### ۲۴
- ساموئل رایت، ۷۴، دوبلور اهل ایالات متحده آمریکا.[۲۸۰]

### ۲۵
- جان وارنر، ۹۴، سیاستمدار اهل ایالات متحده آمریکا.[۲۸۱]
- مایکل هادسون، ۸۳، دانشمند علوم سیاسی اهل ایالات متحده آمریکا.[۲۸۲]

### ۲۶
- تارچسیو بورنییک، ۸۲، بازیکن فوتبال اهل ایتالیا.[۲۸۳]
- مورای داوی، ۹۵، ورزشکار هاکی روی یخ اهل کانادا.[۲۸۴]
- جروم هلمن، ۹۲، کارگردان و تهیه‌کننده فیلم اهل ایالات متحده آمریکا.[۲۸۵]

### ۲۷
- پل اشلوتر، ۹۲، سیاستمدار اهل دانمارک، نخست‌وزیر (۱۹۸۲–۱۹۹۳).[۲۸۶]
- کارلا فراچی، ۸۴، بازیگر، رقصنده باله و طراح رقص اهل ایتالیا.[۲۸۷]
- جیمی لرنر، ۸۳، سیاستمدار اهل برزیل.[۲۸۸]

### ۲۸
- فوجی اگوچی، ۸۸، بازیکن تنیس روی میز اهل ژاپن.[۲۸۹]
- مارک ایتون، ۶۴، بازیکن بسکتبال اهل ایالات متحده آمریکا.[۲۹۰]

### ۲۹
- بی. جی. توماس، ۷۸، موسیقی‌دان اهل ایالات متحده آمریکا.[۲۹۱]
- دنی کاراوان، ۹۰، مجسمه‌ساز اهل اسرائیل.[۲۹۲]
- جو لارا، ۵۸، بازیگر، رزمی‌کار و موسیقی‌دان اهل ایالات متحده آمریکا.[۲۹۳]
- گوین مکلئود، ۹۰، بازیگر اهل ایالات متحده آمریکا.[۲۹۴]
- مارتسل یانکوویچ، ۷۹، کارگردان فیلم و فیلم‌نامه‌نویس اهل مجارستان.[۲۹۵]

### ۳۱
- پیتر دل مونته، ۷۷، کارگردان و فیلم‌نامه‌نویس اهل ایتالیا.[۲۹۶]
- جیمز کرافورد، ۷۲، حقوقدان اهل استرالیا.[۲۹۷]
- آرلین گالانکا، ۸۵، هنرپیشه اهل ایالات متحده آمریکا.[۲۹۸]

## ژوئن
مرگ‌ها در ژوئن ۲۰۲۱ آنچه در پی می‌آید فهرست افراد سرشناسی است که در ژوئن ۲۰۲۱ درگذشته‌اند.

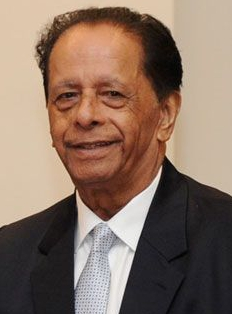
آنرود جوناوت

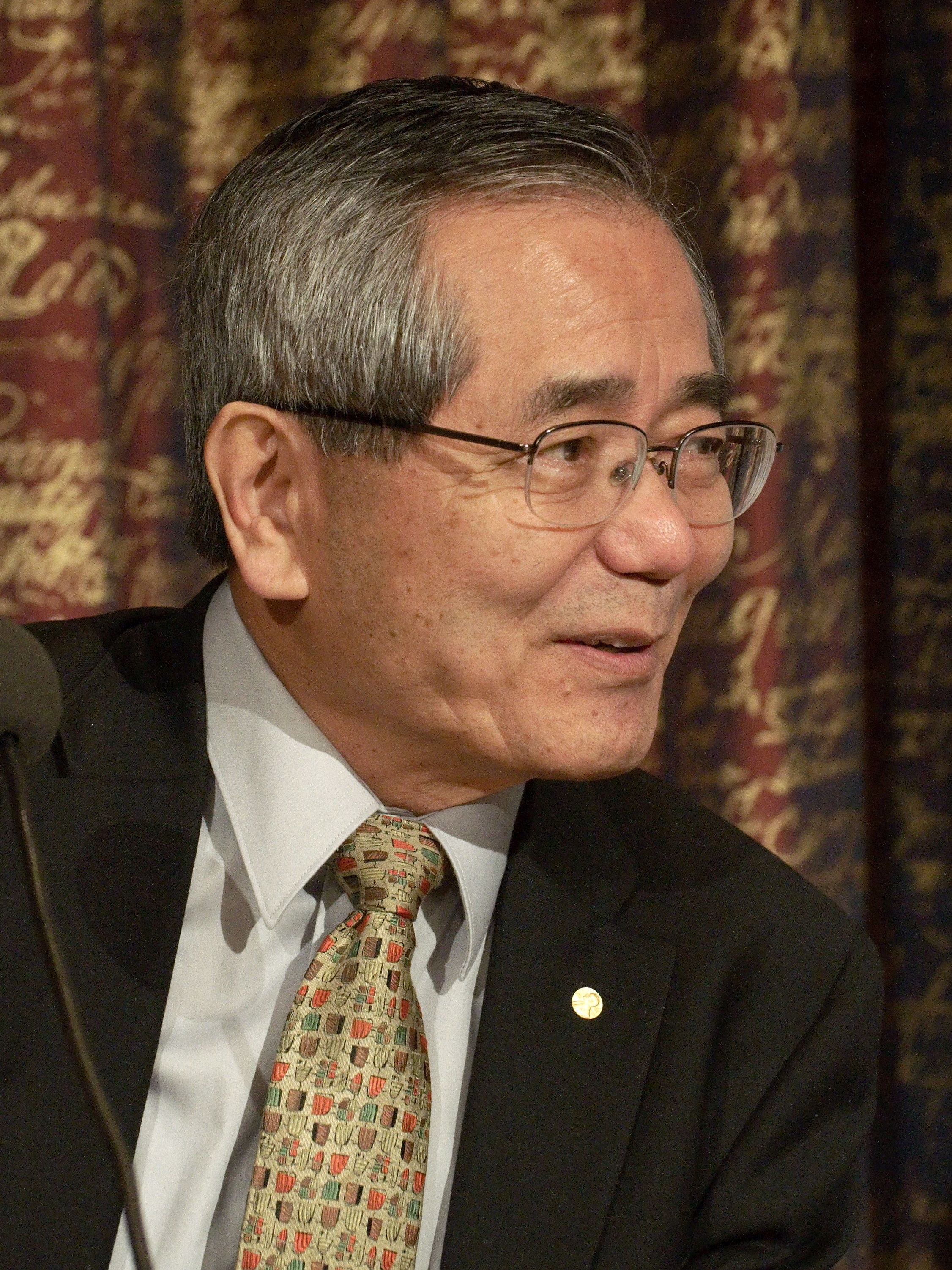
ای ایچی نگیشی

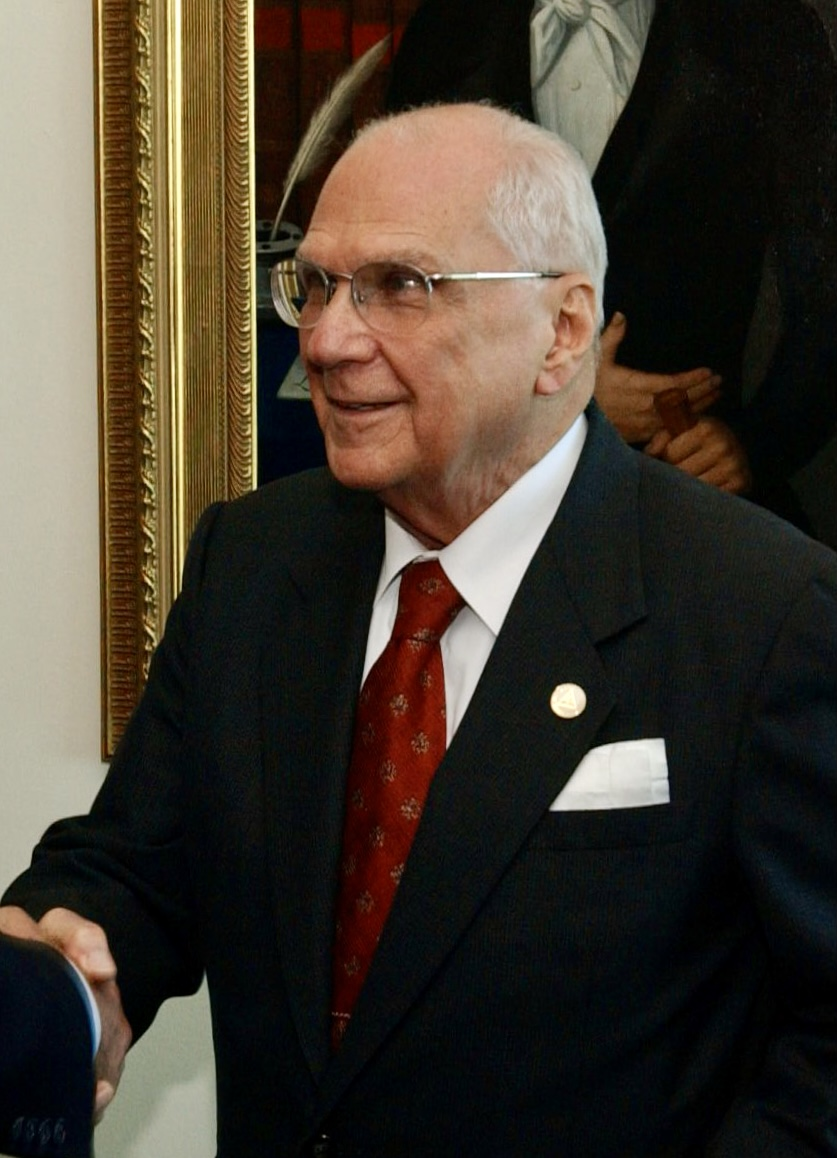
انریکه بولانیوس

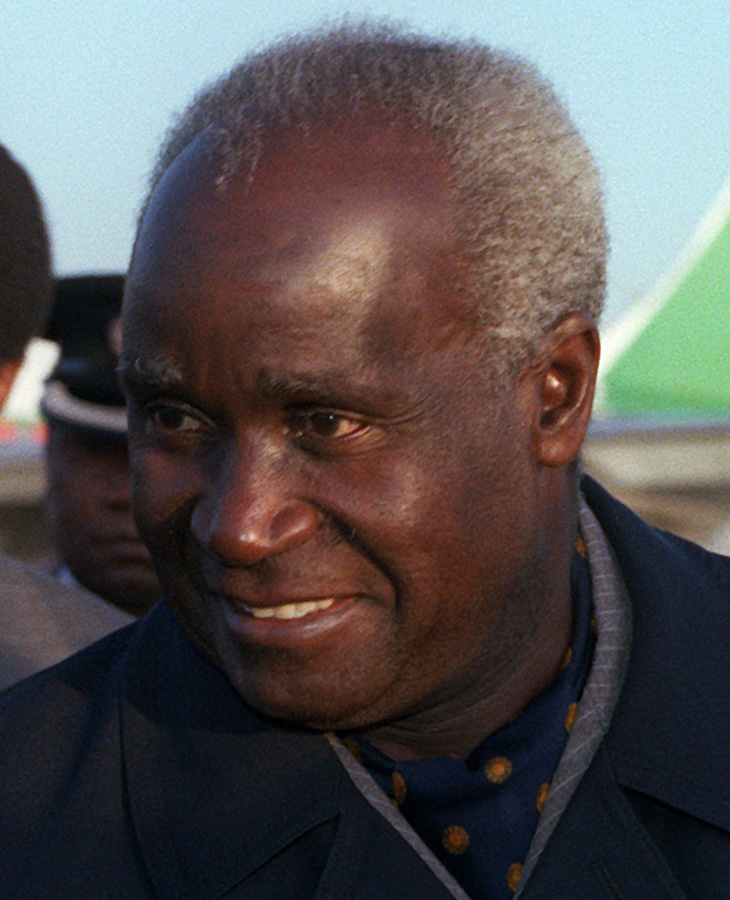
کنت کائوندا

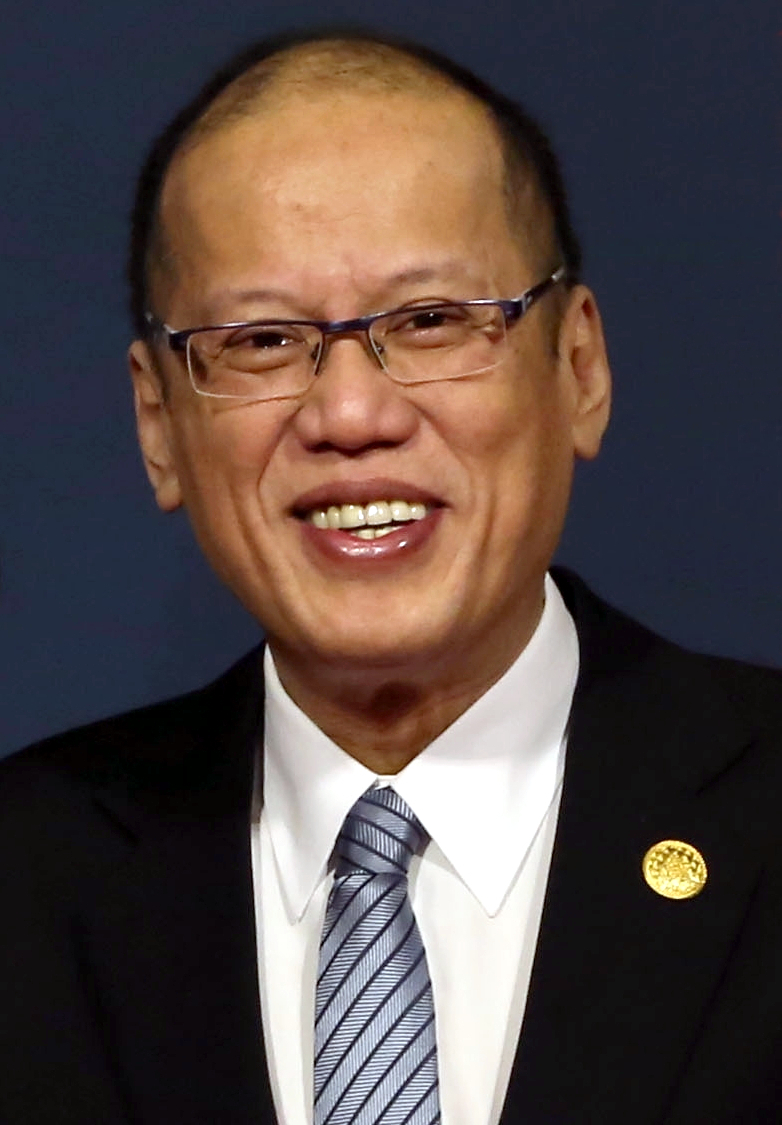
بنیگنو آکینو

### ۱
- هشام جعیط، ۸۵، تاریخ‌نگار، دانشگاهی و روشنفکر اهل تونس.[۲۹۹]
- دیتر لیندنر، ۸۴، دونده پیاده‌روی سرعت اهل آلمان.[۳۰۰]

### ۲
- بیل اسکانلون، ۶۴، تنیس‌باز اهل ایالات متحده آمریکا.[۳۰۱]

### ۳
- فرانسیس بیلی جونیور، ۸۷، وکیل اهل ایالات متحده آمریکا.[۳۰۲]
- آنرود جوناوت، ۹۱، سیاستمدار اهل موریس، رئیس‌جمهور (۲۰۰۳–۲۰۱۲).[۳۰۳]
- ارنی لایولی، ۷۴، هنرپیشه اهل ایالات متحده آمریکا.[۳۰۴]
- آلن میلر، ۵۱، بازیکن فوتبال اهل بریتانیا.[۳۰۵]

### ۴
- ریچارد ارنست، ۸۷، شیمیدان اهل سوئیس، برنده نوبل (۱۹۹۱).[۳۰۶]
- وولفگانگ اشترودتر، ۷۳، بازیکن هاکی روی چمن اهل آلمان غربی.[۳۰۷]
- وادیم کاپرانوف، ۸۱، بازیکن بسکتبال اهل اتحاد جماهیر شوروی سوسیالیستی.[۳۰۸]
- ویلن گالستیان، ۸۰، هنرپیشه سینما و تئاتر و رقصنده باله اهل ارمنستان.[۳۰۹]
- فریدریکه مایرکر، ۹۶، نویسنده اهل اتریش.[۳۱۰]
- کلارنس ویلیامز سوم، ۸۱، هنرپیشه اهل ایالات متحده آمریکا.[۳۱۱]

### ۵
- آن راسل میلر، ۹۲، راهبه اهل ایالات متحده آمریکا.[۳۱۲]
- گیلن یانگ، ۴۵، بازیکن بسکتبال اهل ایالات متحده آمریکا.[۳۱۳]

### ۶
- منصور عجه، ۶۸، کارآفرین و مهندس سوری-تبار اهل فرانسه.[۳۱۴]
- ای ایچی نگیشی، ۸۵، شیمیدان اهل ژاپن، برنده نوبل (۲۰۱۰).[۳۱۵]

### ۷
- یو سانگ-چول، ۴۹، بازیکن و مربی فوتبال اهل کره جنوبی.[۳۱۶]
- سید علی‌اکبر محتشمی‌پور، ۷۳، سیاستمدار اهل ایران.[۳۱۷]

### ۸
- جان انگوس، ۸۲، بازیکن فوتبال اهل انگلستان.[۳۱۸]

### ۹
- گوتفرید بوهم، ۱۰۱، معمار و مجسمه‌ساز اهل آلمان.[۳۱۹]
- ادوارد دوبونو، ۸۸، نویسنده و متفکر اهل مالت.[۳۲۰]
- والنتینا سیدورووا، ۶۷، شمشیرباز اهل اتحاد جماهیر شوروی سوسیالیستی.[۳۲۱]
- لیبوشه شافرانکووا، ۶۸، هنرپیشه اهل جمهوری چک.[۳۲۲]

### ۱۰
- بودادب داسگوپتا، ۷۷، کارگردان، فیلم‌نامه‌نویس، تهیه‌کننده و مستندساز اهل هند.[۳۲۳]
- پرویز کاردان، ۸۴، کارگردان اهل ایران.[۳۲۴]

### ۱۱
- آندژی شچتکو، ۶۵، کارگردان فیلم و هنرپیشه اهل لهستان.[۳۲۵]
- اصلان عباسوف، ۷۱، سیاستمدار اهل جمهوری آذربایجان.[۳۲۶]
- کی هوتری، ۹۴، هنرپیشه و صداپیشه اهل کانادا.[۳۲۷]

### ۱۲
- آناتولی چوکانوف، ۶۷، دوچرخه‌سوار اهل اتحاد جماهیر شوروی سوسیالیستی.[۳۲۸]
- فضل‌الله مجددی، ۶۴، سیاستمدار اهل افغانستان.[۳۲۹]

### ۱۳
- ند بیتی، ۸۳، هنرپیشه اهل ایالات متحده آمریکا.[۳۳۰]

### ۱۴
- انریکه بولانیوس، ۹۳، سیاستمدار اهل نیکاراگوئه، رئیس‌جمهور (۲۰۰۲–۲۰۰۷).[۳۳۱]
- لیزا بینز، ۶۵، هنرپیشه اهل ایالات متحده آمریکا.[۳۳۲]
- مارکیس کیدو، ۳۶، بدمینتون‌باز اهل اندونزی.[۳۳۳]

### ۱۵
- ولادیمیر شاتالوف، ۹۳، فضانورد اهل اتحاد شوروی.[۳۳۴]
- سانچاری ویجای، ۳۷، هنرپیشه اهل هند.[۳۳۵]

### ۱۷
- کنت کائوندا، ۹۷، سیاستمدار اهل زامبیا، رئیس‌جمهور (۱۹۶۴–۱۹۹۱).[۳۳۶]

### ۱۸
- جنت آلتوگ، ۹۰، تنیس‌باز و اسکیت‌باز نمایشی اهل بریتانیا.[۳۳۷]
- جیامپیرو بونیپرتی، ۹۲، بازیکن فوتبال اهل ایتالیا.[۳۳۸]
- میلکا سینگ، ۹۱، دونده دو و میدانی اهل هند.[۳۳۹]

### ۱۹
- اسپنسر ولان، ۴۹، بازیکن فوتبال اهل بریتانیا.[۳۴۰]

### ۲۰
- والدیر لوکاس پریرا، ۳۹، بازیکن فوتبال اهل برزیل.[۳۴۱]
- لوئیس دل سول، ۸۶، بازیکن فوتبال اهل اسپانیا.[۳۴۲]
- توماس کلیری، ۷۲، مؤلف و مترجم اهل ایالات متحده آمریکا.[۳۴۳]
- جوآن لینویل، ۹۳، هنرپیشه اهل ایالات متحده آمریکا.[۳۴۴]

### ۲۱
- نینا دیویشکووا، ۸۴، هنرپیشه اهل جمهوری چک.[۳۴۵]

### ۲۲
- آنتونیو سالینس، ۸۴، هنرپیشه و کارگردان فیلم اهل ایتالیا.[۳۴۶]
- حمید مجتهدی، ۸۰، تصویربردار و کارگردان اهل ایران.[۳۴۷]

### ۲۳
- رابرت ساچی، ۸۹، بازیگر اهل ایالات متحده آمریکا.[۳۴۸]
- جکی لین، ۷۹، هنرپیشه اهل بریتانیا.[۳۴۹]
- جان مک‌آفی، ۷۵، کارآفرین اهل ایالات متحده آمریکا.[۳۵۰]

### ۲۴
- بنیگنو آکینو، ۶۱، سیاستمدار اهل فیلیپین، رئیس‌جمهور (۲۰۱۰–۲۰۱۶).[۳۵۱]
- تران تین کیم، ۹۵، سیاستمدار اهل ویتنام، نخست‌وزیر (۱۹۶۹–۱۹۷۵).[۳۵۲]

### ۲۵
- جان ارمن، ۸۵، کارگردان اهل ایالات متحده آمریکا.[۳۵۳]

### ۲۶
- آرنولد اچ. باس، ۹۶، روان‌شناس اهل ایالات متحده آمریکا.[۳۵۴]
- میر هزار خان کهوسو، ۹۱، سیاستمدار اهل پاکستان، نخست‌وزیر (۲۰۱۳).[۳۵۵]
- مایک گریول، ۹۱، سیاستمدار اهل ایالات متحده آمریکا.[۳۵۶]
- عبدالله هارون، ۲۴، ورزشکار دو و میدانی اهل قطر.[۳۵۷]

### ۲۷
- دونالد آرنولد، ۸۵، قایقران روئینگ اهل کانادا.[۳۵۸]
- هیرواکی ناکانیشی، ۷۵، کارآفرین و مدیر ارشد اجرایی اهل ژاپن.[۳۵۹]
- استیون هورویتز، ۵۷، اقتصاددان اهل ایالات متحده آمریکا.[۳۶۰]

### ۲۹
- ویکی پرتز، ۶۸، بازیکن فوتبال اهل اسرائیل.[۳۶۱]
- دونالد رامسفلد، ۸۸، سیاستمدار اهل ایالات متحده آمریکا.[۳۶۲]
- انسی ساویریس، ۹۱، کارآفرین، سرمایه‌دار و مدیر ارشد اجرایی اهل مصر.[۳۶۳]

### ۳۰
- جانت مورو، ۹۳، دونده اهل ایالات متحده آمریکا.[۳۶۴]

## ژوئیه
مرگ‌ها در ژوئیه ۲۰۲۱ آنچه در پی می‌آید فهرست افراد سرشناسی است که در ژوئیه ۲۰۲۱ درگذشته‌اند.

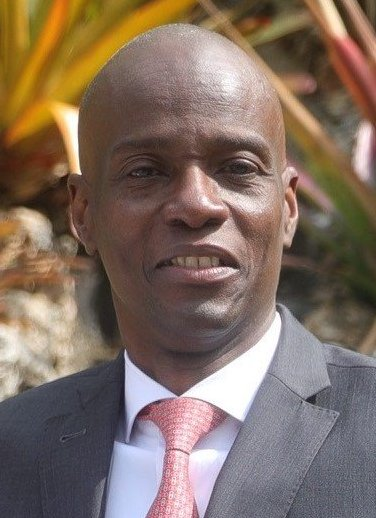
جوونل مویس

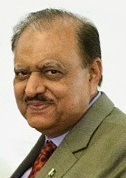
ممنون حسین

استیون واینبرگ

### ۱
- کارتال تیبت، ۸۲، هنرپیشه و کارگردان فیلم اهل ترکیه.[۳۶۵]
- یوری دوخویان، ۵۶، شطرنج‌باز ارمنی‌تبار اهل روسیه.[۳۶۶]

### ۲
- بیل رمزی، ۹۰، بازیگر، خواننده و خبرنگار اهل آلمان.[۳۶۷]

### ۳
- آن استالیبراس، ۸۲، بازیگر اهل بریتانیا.[۳۶۸]
- تد نش، ۸۸، قایقران روئینگ اهل ایالات متحده آمریکا.[۳۶۹]

### ۴
- مایدارژاوین گانزوریگ، ۷۲، فضانورد اهل مغولستان.[۳۷۰]
- لومینیتسا گئورگیو، ۷۱، فضانورد اهل مغولستان.[۳۷۱]

### ۵
- روبرتو ارناندس، ۵۴، دونده اهل کوبا.[۳۷۲]
- ویلیام اسمیت، ۸۸، هنرپیشه اهل ایالات متحده آمریکا.[۳۷۳]
- ریچارد دانر، ۹۱، کارگردان فیلم و تهیه‌کننده اهل ایالات متحده آمریکا.[۳۷۴]
- جیلین شین، ۹۲، شمشیرباز اهل بریتانیا.[۳۷۵]
- رافائلا کارا، ۷۸، هنرپیشه، مجری و خواننده اهل ایتالیا.[۳۷۶]
- ولادیمیر منشوف، ۸۱، هنرپیشه، کارگردان، تهیه‌کننده و فیلم‌نامه‌نویس اهل اتحاد جماهیر شوروی سوسیالیستی.[۳۷۷]

### ۶
- پاتریک جان، ۸۳، سیاستمدار اهل دومینیکا، نخست‌وزیر (۱۹۷۸–۱۹۷۹).[۳۷۸]
- جیوان گاسپاریان، ۹۲، نوازندهٔ ساز دودوک و آهنگساز اهل ارمنستان.[۳۷۹]

### ۷
- خوزه خیمه اسپینا، ۵۹، روزنامه‌نگار اهل فیلیپین.[۳۸۰]
- احمد جبرئیل، ۸۳، سیاستمدار اهل فلسطین.[۳۸۱]
- رابرت داونی سینیور، ۸۵، بازیگر، کارگردان، تهیه‌کننده، نویسنده و فیلم‌بردار اهل ایالات متحده آمریکا.[۳۸۲]
- کارلوس روتمان، ۷۹، اتومبیل‌ران فرمول ۱، راننده رالی و سیاستمدار اهل آرژانتین.[۳۸۳]
- دیلیپ کومار، ۹۸، بازیگر و تهیه‌کننده فیلم اهل هند.[۳۸۴]
- جوونل مویس، ۵۳، سیاستمدار اهل هائیتی، رئیس‌جمهور (پس از ۲۰۱۷).[۳۸۵]

### ۹
- جهان سادات، ۸۷، سیاستمدار اهل مصر.[۳۸۶]
- فرانک لویی، ۸۵، سیاستمدار اهل نیووی، نخست‌وزیر (۱۹۹۳–۱۹۹۹).[۳۸۷]
- پل مارینر، ۶۸، بازیکن فوتبال اهل انگلستان.[۳۸۸]

### ۱۰
- کارمل بودیارجو، ۹۶، فعال حقوق بشر اهل بریتانیا.[۳۸۹]

### ۱۱
- چارلز رابینسون، ۷۵، هنرپیشه اهل ایالات متحده آمریکا.[۳۹۰]
- رنه سیمونو، ۱۰۹، بازیگر تئاتر و سینما و صداپیشه اهل فرانسه.[۳۹۱]

### ۱۲
- محمود شکیبی، ۹۸، بازیکن فوتبال اهل ایران.[۳۹۲]

### ۱۳
- شیرلی فرای اروین، ۹۴، تنیس‌باز اهل ایالات متحده آمریکا.[۳۹۳]

### ۱۴
- ممنون حسین، ۸۰، سیاستمدار اهل پاکستان، رئیس‌جمهور (۲۰۱۳–۲۰۱۸).[۳۹۴]
- آنتونیو گومز دل مورال، ۸۱، دوچرخه‌سوار اهل اسپانیا.[۳۹۵]
- کورت وسترگارد، ۸۶، کارتونیست اهل دانمارک.[۳۹۶]

### ۱۵
- لیبرو د رینتسو، ۴۴، هنرپیشه، فیلم‌نامه‌نویس و تدوین‌گر اهل ایتالیا.[۳۹۷]
- پیتر ار د فریس، ۶۴، روزنامه‌نگار اهل هلند.[۳۹۸]
- ویلیام اف. نولان، ۹۳، نویسنده اهل ایالات متحده آمریکا.[۳۹۹]

### ۱۶
- سورکا سیکری، ۷۶، هنرپیشه اهل هند.[۴۰۰]
- حمیدرضا صدر، ۶۵، نویسنده، منتقد سینما و مفسر فوتبال اهل ایران.[۴۰۱]
- دانش صدیقی، ۴۱، خبرنگار و روزنامه‌نگار اهل هند.[۴۰۲]
- بیز مارکی، ۵۷، رپر و بازیگر اهل ایالات متحده آمریکا.[۴۰۳]

### ۱۷
- پیلار باردم، ۸۲، بازیگر اهل اسپانیا.[۴۰۴]
- میلان زیوادینوویچ، ۷۶، بازیکن فوتبال اهل صربستان.[۴۰۵]
- ژاکلین ساسار، ۸۱، هنرپیشه اهل فرانسه.[۴۰۶]
- مارسل کئی، ۹۱، دوچرخه‌سوار اهل فرانسه.[۴۰۷]

### ۱۹
- چاک ئی. وایس، ۷۶، نوازنده و خواننده اهل ایالات متحده آمریکا.[۴۰۸]

- چاک ئی. وایس، ۷۶، نوازنده و خواننده اهل ایالات متحده آمریکا.[۴۰۸]

### ۲۱
- استن مک‌نزی، ۷۶، بازیکن بسکتبال اهل ایالات متحده آمریکا.[۴۰۹]

### ۲۲
- مایک اسمیت، ۸۳، بازیکن فوتبال اهل بریتانیا.[۴۱۰]

### ۲۳
- شیهید ماسکاوا، ۸۱، فیزیک‌دان اهل ژاپن، برنده نوبل (۲۰۰۸).[۴۱۱]
- استیون واینبرگ، ۸۸، فیزیک‌دان اهل ایالات متحده آمریکا، برنده نوبل (۱۹۷۹).[۴۱۲]
- میگل آنگل ویراسورو، ۸۱، فیزیک‌دان اهل آرژانتین.[۴۱۳]
- تومو ییلیپولی، ۵۶، اسکی‌باز پرش اهل فنلاند.[۴۱۴]

### ۲۴
- جکی میسون، ۹۳، هنرپیشه و کمدین اهل ایالات متحده آمریکا.[۴۱۵]

### ۲۶
- مایک انزی، ۷۷، سیاستمدار اهل ایالات متحده آمریکا.[۴۱۶]
- آلبرت بندورا، ۹۵، روان‌شناس اهل ایالات متحده آمریکا.[۴۱۷]
- ایوان توپلاک، ۸۹، بازیکن و مربی فوتبال اهل صربستان.[۴۱۸]
- جوی جوردیسون، ۴۶، موسیقیدان، ترانه‌سرا و تهیه‌کننده موسیقی اهل ایالات متحده آمریکا.[۴۱۹]

### ۲۷
- ژان-فرانسوا استونن، ۷۷، هنرپیشه، کارگردان و فیلم‌نامه‌نویس اهل فرانسه.[۴۲۰]
- پیت جورج، ۹۲، وزنه‌بردار اهل ایالات متحده آمریکا.[۴۲۱]
- جانی ناتسارو، ۷۲، خواننده و هنرپیشه اهل ایتالیا.[۴۲۲]

### ۲۸
- باربارا پوومسکا، ۸۷، هنرپیشه اهل لهستان.[۴۲۳]
- شهرام کاشانی، ۴۷، خواننده اهل ایران.[۴۲۴]
- داستی هیل، ۷۲، موسیقی‌دان اهل ایالات متحده آمریکا.[۴۲۵]

### ۲۹
- گرالدو فرانسیسکو دوس سانتوس، ۵۹، بازیکن فوتبال اهل برزیل.[۴۲۶]
- آرمن شکویان، ۶۸، شاعر، نثرنویس، روزنامه‌نگار، مترجم و نویسنده اهل ارمنستان.[۴۲۷]
- کارل لوین، ۸۷، سیاستمدار اهل ایالات متحده آمریکا.[۴۲۸]

### ۳۱
- جلال ستاری، ۸۹، نویسنده، پژوهشگر، اسطوره‌شناس، مترجم، و اندیشمند اهل ایران.[۴۲۹]
- تری کوپر، ۷۷، بازیکن فوتبال اهل انگلستان.[۴۳۰]
- الویس ووبن، ۶۹، کارآفرین و سرمایه‌دار اهل آلمان.[۴۳۱]

## اوت
مرگ‌ها در اوت ۲۰۲۱ آنچه در پی می‌آید فهرست افراد سرشناسی است که در اوت ۲۰۲۱ درگذشته‌اند.

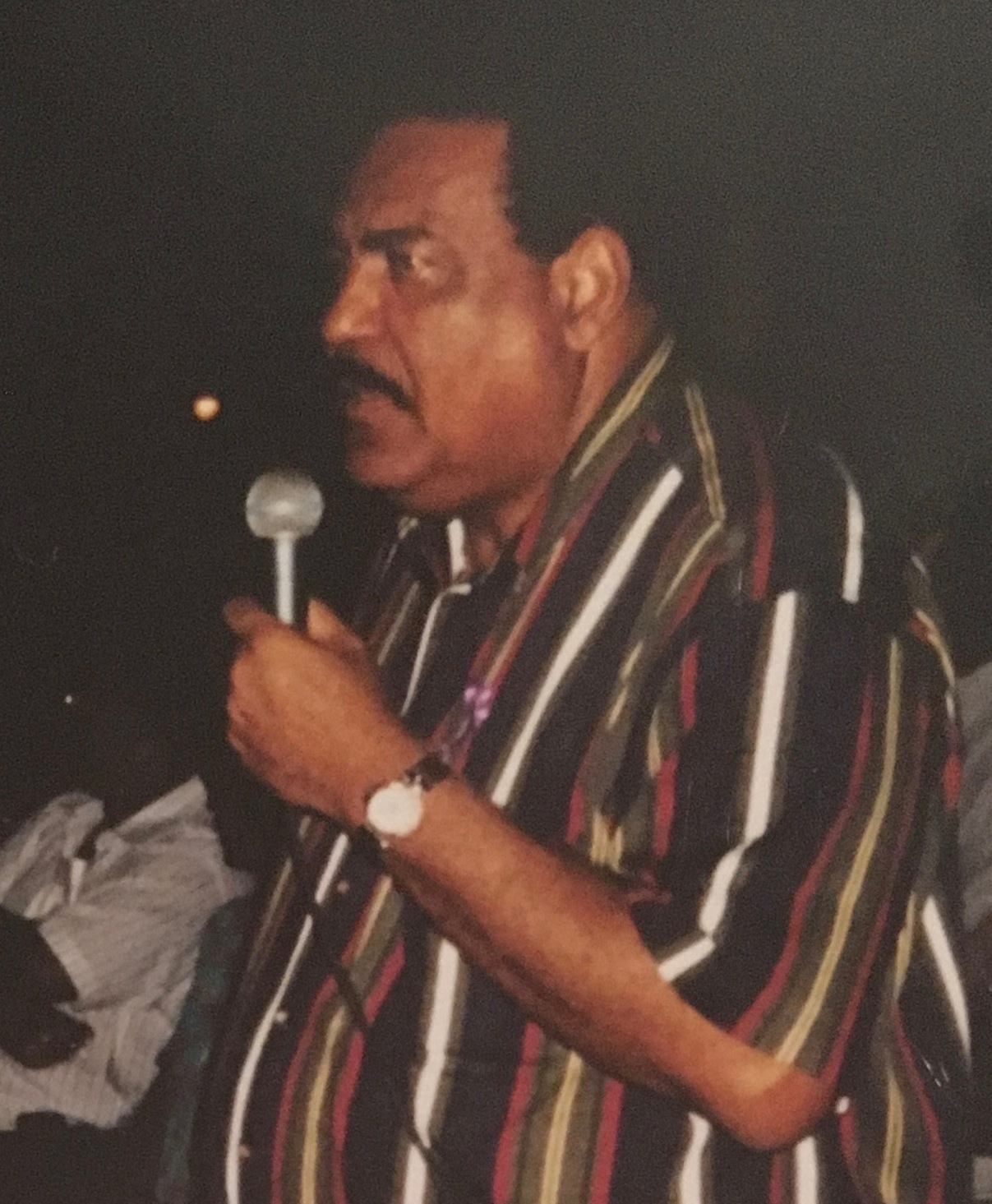
لستر برد

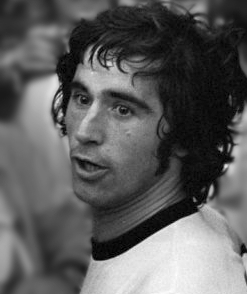
گرد مولر

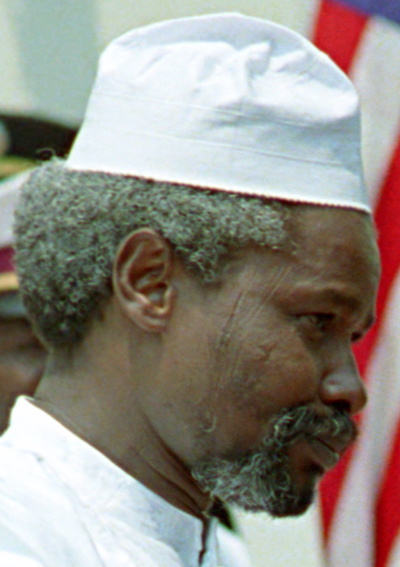
حسین حبری

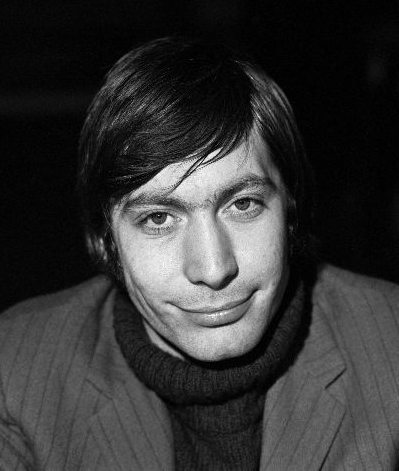
چارلی واتس

### ۱
- یو یینگ جه، ۹۱، تاریخ‌نگار اهل چین.[۴۳۲]

### ۳
- جان اندربی، ۹۰، دانشمند اهل بریتانیا.[۴۳۳]
- غلامحسین شیری علی‌آباد، ۶۰، سیاستمدار اهل ایران.[۴۳۴]
- آرتور دیون هانا، ۹۳، سیاستمدار اهل باهاما، فرماندار کل (۲۰۰۶–۲۰۱۰).[۴۳۵]

### ۴
- بابی ایتون، ۶۲، ورزشکار کشتی حرفه‌ای اهل ایالات متحده آمریکا.[۴۳۶]

### ۵
- حسب الله الکفراوی، ۹۰، سیاستمدار و مهندس اهل مصر.[۴۳۷]

### ۶
- دانلد کیگن، ۸۹، تاریخ‌نگار اهل ایالات متحده آمریکا.[۴۳۸]
- تره‌ور مور، ۴۱، هنرپیشه، فیلم‌نامه‌نویس و کارگردان اهل ایالات متحده آمریکا.[۴۳۹]

### ۷
- برد الن، ۴۸، هنرپیشه، بدل‌کار و رزمی‌کار اهل استرالیا.[۴۴۰]
- مارکی پوست، ۷۰، بازیگر اهل ایالات متحده آمریکا.[۴۴۱]
- خوسه گومز دل مورال، ۸۹، دوچرخه‌سوار اهل اسپانیا.[۴۴۲]
- جین ویثرز، ۹۵، هنرپیشه اهل ایالات متحده آمریکا.[۴۴۳]

### ۸
- الکساندر رویت بورد، ۵۹، هنرمند و نقاش اهل اوکراین.[۴۴۴]
- چزاره سالوادوری، ۷۹، شمشیرباز اهل ایتالیا.[۴۴۵]
- یان کاپلینسکی، ۸۰، شاعر اهل استونی.[۴۴۶]
- محمدرضا مدحی، جاسوس اهل ایران.[۴۴۷]

### ۹
- لستر برد، ۸۳، سیاستمدار اهل آنتیگوا و باربودا، نخست‌وزیر (۱۹۹۴–۲۰۰۴).[۴۴۸]
- الکس کورد، ۸۸، بازیگر سینما و هنرپیشه اهل ایالات متحده آمریکا.[۴۴۹]
- سرگئی کووالوف، ۹۱، فعال حقوق بشر و سیاستمدار اهل روسیه.[۴۵۰]
- پاتریشا هیچکاک، ۹۳، هنرپیشه و تهیه‌کننده سینما اهل ایالات متحده آمریکا.[۴۵۱]
- والتر یت‌نیکاف، ۸۷، تهیه‌کننده موسیقی اهل ایالات متحده آمریکا.[۴۵۲]

### ۱۰
- جورجو لوپز، ۷۴، بازیگر، صداپیشه، دیالوگ‌نویس، کارگردان نمایش و مدیر دوبلاژ اهل ایتالیا.[۴۵۳]

### ۱۱
- پیتر فلایشمان، ۸۴، کارگردان فیلم اهل آلمان.[۴۵۴]

### ۱۲
- اونا استابز، ۸۴، هنرپیشه اهل بریتانیا.[۴۵۵]
- کورت بایدنکوپف، ۹۱، سیاستمدار، حقوقدان و استاد دانشگاه اهل آلمان.[۴۵۶]
- ایگال تومارکین، ۸۷، نقاش و مجسمه‌ساز اهل اسرائیل.[۴۵۷]
- کارل-فریدریش هاس، ۹۰، دونده سرعت اهل آلمان.[۴۵۸]

### ۱۳
- کارلوس آردیلا لوله، ۹۱، کارآفرین، نیکوکار و سرمایه‌دار اهل کلمبیا.[۴۵۹]
- جینو استرادا، ۷۳، جراح اهل ایتالیا.[۴۶۰]
- کارولین شومیکر، ۹۲، ستاره‌شناس اهل ایالات متحده آمریکا.[۴۶۱]

### ۱۴
- پی‌یرا دلی اسپوستی، ۸۳، هنرپیشه اهل ایتالیا.[۴۶۲]
- ایگور اویستراخ، ۹۰، نوازندهٔ ویولن و مدرس موسیقی اهل اوکراین.[۴۶۳]
- کارلوس کوریا، ۸۷، سیاستمدار اهل گینه بیسائو، نخست‌وزیر (۱۹۹۱–۱۹۹۴، ۱۹۹۷–۱۹۹۸، ۲۰۰۸–۲۰۰۹ و ۲۰۱۵–۲۰۱۶).[۴۶۴]

### ۱۵
- عبدالحمید براهیمی، ۸۵، سیاستمدار اهل الجزایر، نخست‌وزیر (۱۹۸۴–۱۹۸۸).[۴۶۵]
- جانفرانکو دانجلو، ۸۴، هنرپیشه، کمدین، فیلم‌نامه‌نویس و خواننده اهل ایتالیا.[۴۶۶]
- گرد مولر، ۷۵، بازیکن فوتبال اهل آلمان.[۴۶۷]

### ۱۶
- هرمز فرهت، ۹۳، آهنگ‌ساز و موسیقی‌شناس اهل ایران.[۴۶۸]
- وولودیمیر هولوبنیچی، ۸۵، دونده اهل اتحاد جماهیر شوروی سوسیالیستی.[۴۶۹]

### ۱۷
- راک دمرس، ۸۷، هنرپیشه، فیلم‌نامه‌نویس و تهیه‌کننده فیلم اهل کانادا.[۴۷۰]
- فرشته طائرپور، ۶۸، تهیه‌کننده، مدیر تولید، مجری طرح و فیلم‌نامه‌نویس و نویسنده اهل ایران.[۴۷۱]

### ۱۸
- بی. وین هیوز، ۸۷، کارآفرین اهل ایالات متحده آمریکا.[۴۷۲]

### ۱۹
- سونی چیبا، ۸۲، بازیگر اهل ژاپن.[۴۷۳]
- چاک کلوز، ۸۱، نقاش و عکاس اهل ایالات متحده آمریکا.[۴۷۴]

### ۲۲
- مریلین استمن، ۸۷، هنرپیشه اهل ایالات متحده آمریکا.[۴۷۵]
- اریک واگنر، ۶۲، موسیقی‌دان اهل ایالات متحده آمریکا.[۴۷۶]
- جک هرشمن، ۸۷، شاعر، نویسنده و فعال اجتماعی اهل ایالات متحده آمریکا.[۴۷۷]

### ۲۳
- مایکل نادر، ۷۶، هنرپیشه اهل ایالات متحده آمریکا.[۴۷۸]
- ژان‌لوک نانسی، ۸۱، فیلسوف اهل فرانسه.[۴۷۹]
- خوزه یودیکا، ۸۵، بازیکن فوتبال اهل آرژانتین.[۴۸۰]

### ۲۴
- حسین حبری، ۷۹، سیاستمدار اهل چاد، رئیس‌جمهور (۱۹۸۲–۱۹۹۰).[۴۸۱]
- یان سوخی، ۷۶، بازیکن هاکی روی یخ اهل چکسلواکی.[۴۸۲]
- ویلفرید فان موئر، ۷۶، بازیکن فوتبال اهل بلژیک.[۴۸۳]
- چارلی واتس، ۸۰، موسیقی‌دان، آهنگساز و تهیه‌کننده اهل بریتانیا.[۴۸۴]

### ۲۵
- سعید الخرومی، ۴۹، سیاستمدار اهل اسرائیل.[۴۸۵]
- محسن احمد العینی، ۸۸، سیاستمدار اهل یمن، نخست‌وزیر (۱۹۸۲–۱۹۹۰).[۴۸۶]
- گری اشمور، ۸۵، رانندهٔ مسابقات اتومبیل‌رانی فرمول یک اهل بریتانیا.[۴۸۷]
- الدو امیننت، ۹۰، شناگر اهل فرانسه.[۴۸۸]
- گونیلا بریستروم، ۷۹، مؤلف، روزنامه‌نگار و تصویرگر اهل سوئد.[۴۸۹]
- زدنکا پروخازکووا، ۹۵، هنرپیشه اهل چکسلواکی.[۴۹۰]
- متین چکمز، ۷۶، هنرپیشه اهل ترکیه.[۴۹۱]
- ماریو گیوتی، ۷۵، بوکسور اهل آرژانتین.[۴۹۲]

### ۲۶
- ولادیمیر شادرین، ۷۳، بازیکن هاکی روی یخ اهل اتحاد جماهیر شوروی سوسیالیستی.[۴۹۳]

### ۲۷
- ادموند اچ. فیشر، ۱۰۱، زیست‌شیمیدان اهل ایالات متحده آمریکا، برنده نوبل (۱۹۹۲).[۴۹۴]

### ۲۸
- سام اوجی، ۳۵، بازیکن فوتبال اهل بریتانیا.[۴۹۵]

### ۲۹
- اد اسنر، ۹۱، بازیگر و سیاستمدار اهل ایالات متحده آمریکا.[۴۹۶]
- ژاک روگ، ۷۹، مدیر ورزشی اهل بلژیک.[۴۹۷]

### ۳۰
- رابرت دیوید استیل، ۶۹، مهندس رایانه و تاریخ‌نگار اهل ایالات متحده آمریکا.[۴۹۸]
- دیوید لاسکم، ۸۳، تاریخ‌نگار اهل بریتانیا.[۴۹۹]

### ۳۱
- جولی دیتی، ۴۲، تنیس‌باز اهل ایالات متحده آمریکا.[۵۰۰]
- فرحان شنسوی، ۷۰، نمایش‌نامه‌نویس، هنرپیشه و نویسنده اهل ترکیه.[۵۰۱]
- مایکل کنستانتین، ۹۴، بازیگر سینما و هنرپیشه اهل ایالات متحده آمریکا.[۵۰۲]
- فرانچسکو مورینی، ۷۷، بازیکن فوتبال اهل ایتالیا.[۵۰۳]

## سپتامبر
مرگ‌ها در سپتامبر ۲۰۲۱ آنچه در پی می‌آید فهرست افراد سرشناسی است که در سپتامبر ۲۰۲۱ درگذشته‌اند.

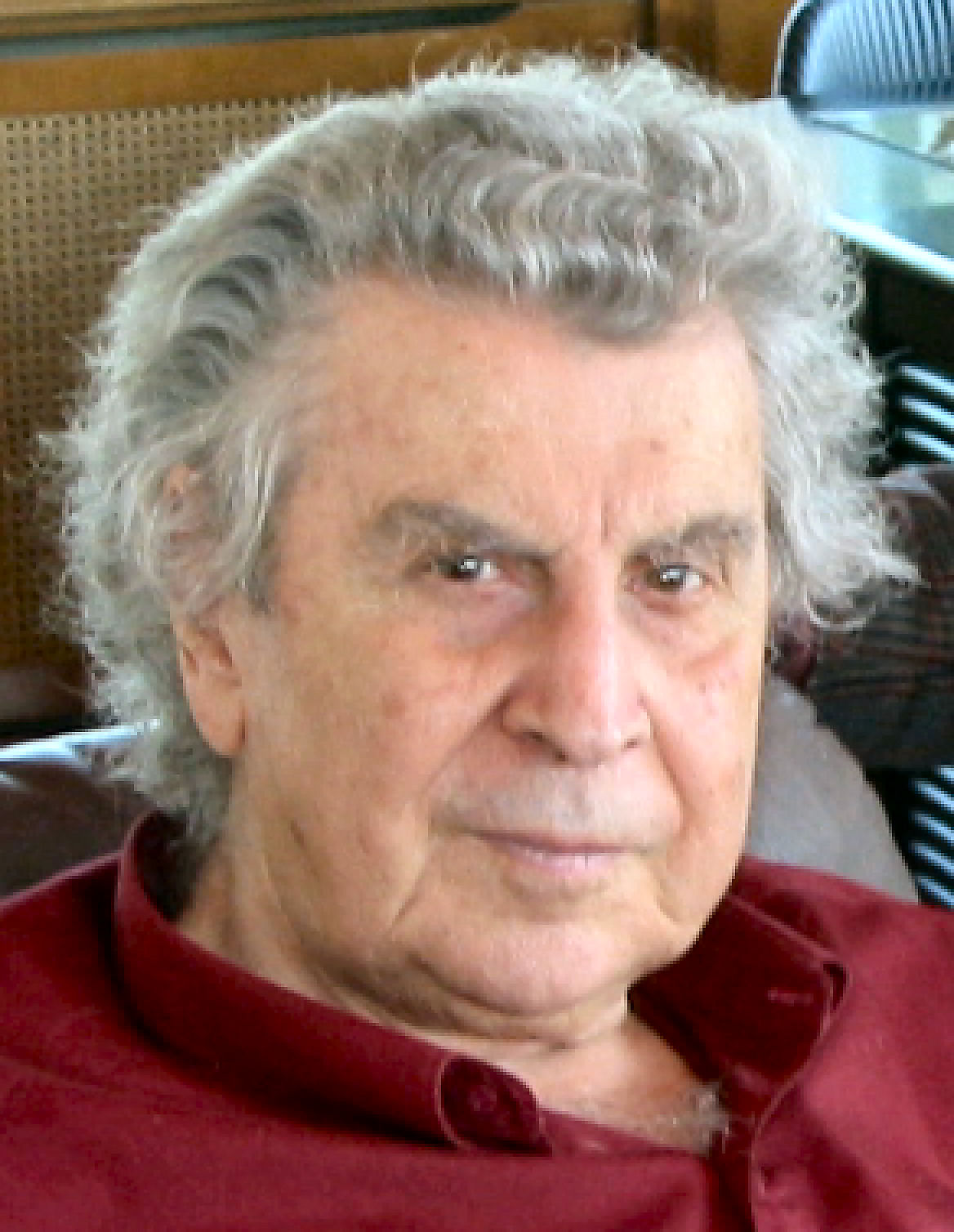
میکیس تئودوراکیس

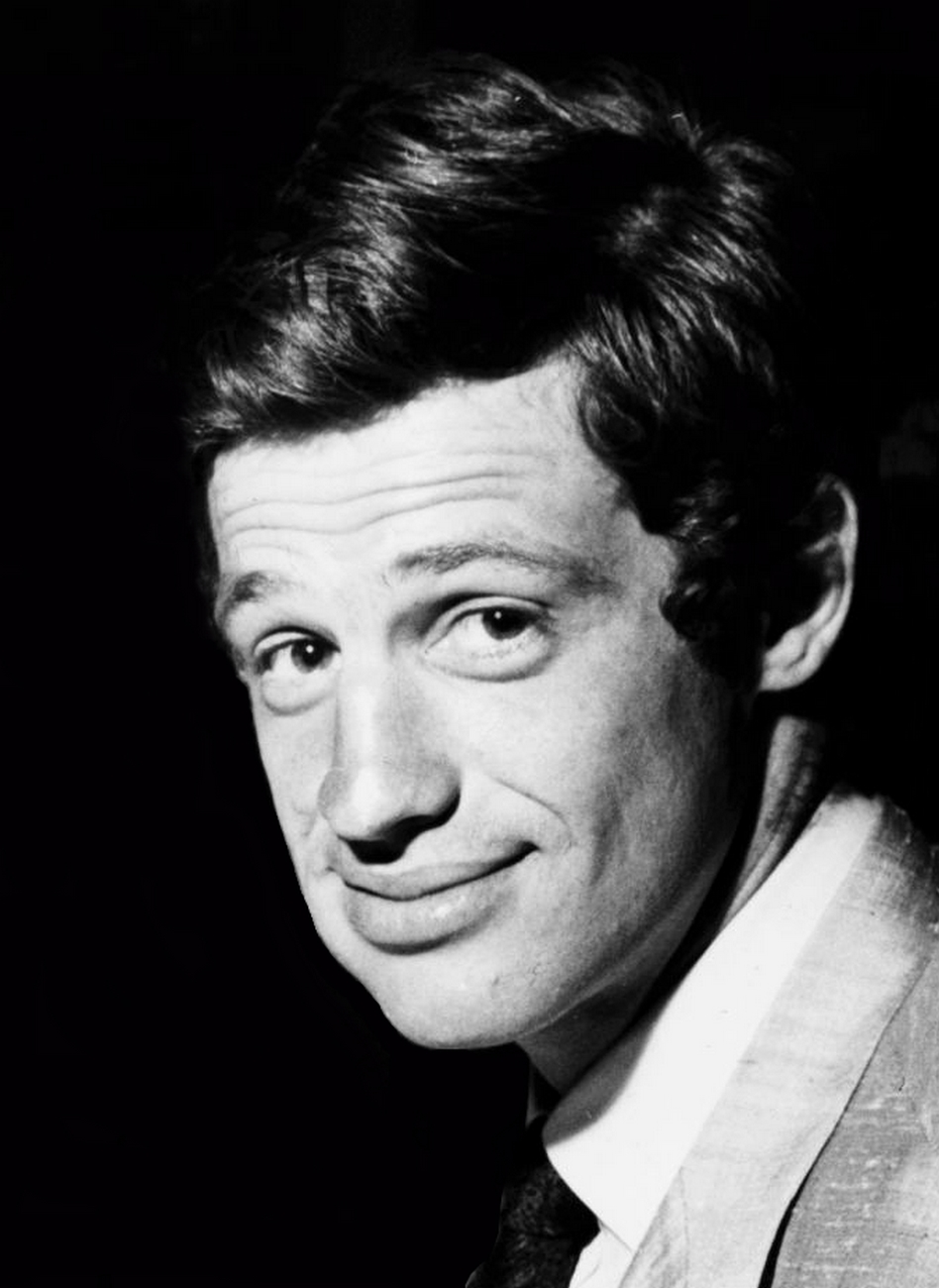
ژان-پل بلموندو

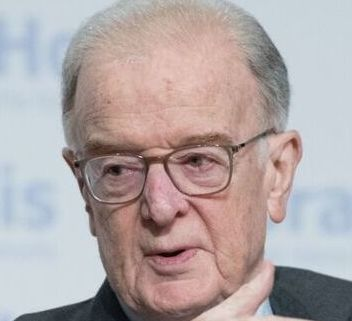
جورجی سامپایو

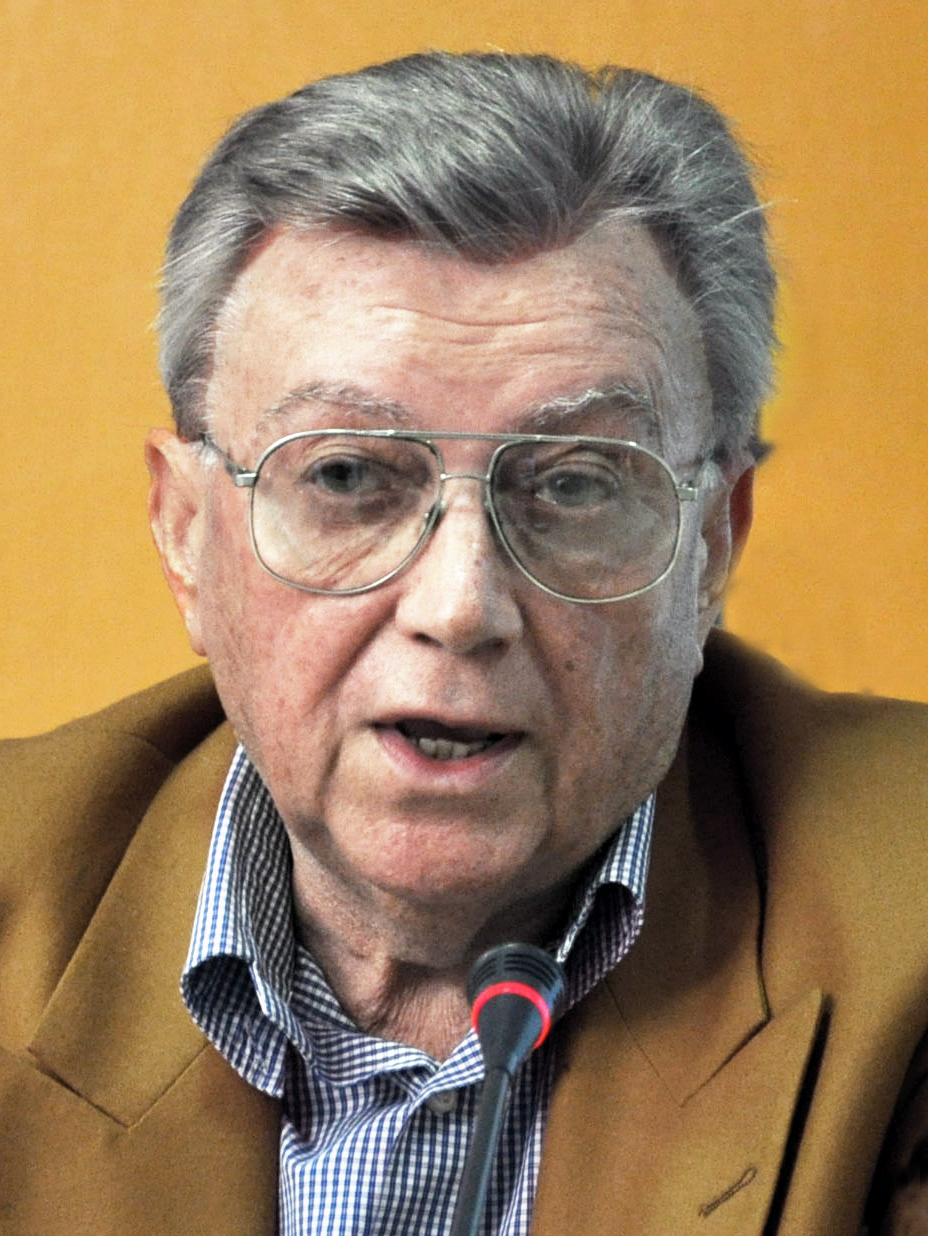
بوریساو یوویچ

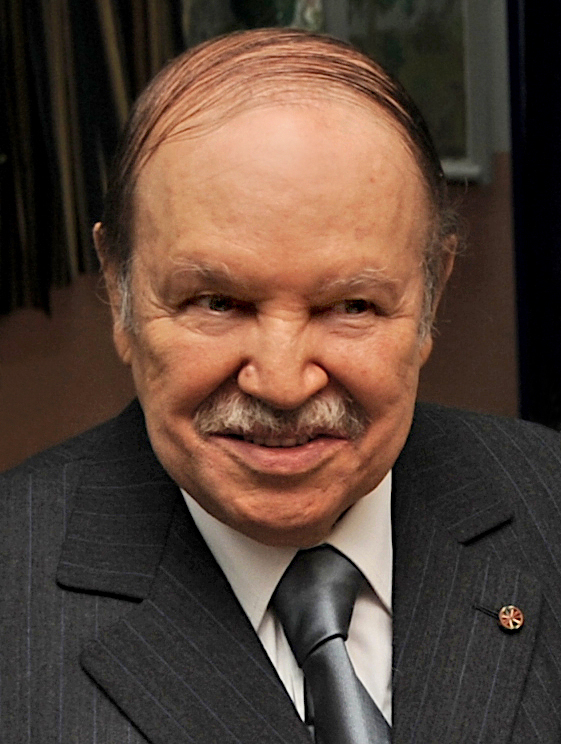
عبدالعزیز بوتفلیقه

### ۱
- ژان-دنی بردن، ۹۲، وکیل و نویسنده اهل فرانسه.[۵۰۴]
- دفنی، ۴۶، کشتی‌گیر و هنرپیشه اهل ایالات متحده آمریکا.[۵۰۵]
- خوان مانوئل رودریگز وگا، ۷۷، بازیکن فوتبال اهل شیلی.[۵۰۶]
- آنا کاتالدی، ۸۱، نویسنده، روزنامه‌نگار و تهیه‌کننده فیلم اهل ایتالیا.[۵۰۷]
- سید علی شاه گیلانی، ۹۱، سیاستمدار اهل هند.[۵۰۸]

### ۲
- آیدین ابراهیموف، ۸۲، کشتی‌گیر اهل اتحاد جماهیر سوسیالیستی شوروی.[۵۰۹]
- میکیس تئودوراکیس، ۹۶، موسیقیدان، آهنگساز و انقلابی کمونیست، اهل یونان.[۵۱۰]
- سیدهارت شوکلا، ۴۰، بازیگر و مدل اهل هند.[۵۱۱]

### ۳
- سید محمدسعید حکیم، ۸۵، مرجع تقلید اهل عراق.[۵۱۲]
- شینیچیرو ساوای، ۸۳، کارگردان فیلم اهل ژاپن.[۵۱۳]
- سید حسن فیروزآبادی، ۷۰، نظامی، مدیر، پزشک و سیاستمدار اهل ایران.[۵۱۴]

### ۴
- ویلارد اسکات، ۸۷، هنرپیشه اهل ایالات متحده آمریکا.[۵۱۵]

### ۵
- ایوان پاتسیوکین، ۷۱، ورزشکار رشتهٔ کانو اهل رومانی.[۵۱۶]
- فهیم دشتی، ۴۸، فعال سیاسی، نویسنده و روزنامه‌نگار اهل افغانستان.[۵۱۷]
- یون کارامیترو، ۷۹، بازیگر، کارگردان نمایش و سیاستمدار اهل رومانی.[۵۱۸]
- سارا هاردینگ، ۳۹، خواننده، ترانه‌سرا، مدل و بازیگر اهل انگلستان.[۵۱۹]

### ۶
- ژان-پیر آدام، ۷۳، بازیکن فوتبال اهل فرانسه.[۵۲۰]
- آدلی استیونسن سوم، ۹۰، سیاستمدار اهل ایالات متحده آمریکا.[۵۲۱]
- ژان-پل بلموندو، ۸۸، بازیگر سینما اهل فرانسه.[۵۲۲]
- نینو کاستلنووو، ۸۴، هنرپیشه اهل ایتالیا.[۵۲۳]
- مایکل کی. ویلیامز، ۵۴، بازیگر اهل ایالات متحده آمریکا.[۵۲۴]

### ۷
- جهانگیر بات، ۷۸، بازیکن هاکی روی چمن اهل پاکستان.[۵۲۵]
- تانوا راسیتانو، ۵۰، هنرپیشه و خواننده اهل تایلند.[۵۲۶]

### ۸
- عباس انصاری‌فرد، ۶۵، مدیر باشگاه فوتبال و سرمایه‌گذار اهل ایران.[۵۲۷]
- ژرار فاریزون، ۷۷، بازیکن فوتبال اهل فرانسه.[۵۲۸]
- فرانکو گراتسیوزی، ۹۲، هنرپیشه اهل ایتالیا.[۵۲۹]
- دیتمار لورنز، ۷۰، جودوکار اهل آلمان.[۵۳۰]
- آرت مترانو، ۸۴، هنرپیشه اهل ایالات متحده آمریکا.[۵۳۱]

### ۹
- ژان کلود وان ایتالی، ۸۵، نمایشنامه‌نویس و آموزگار اهل ایالات متحده آمریکا.[۵۳۲]
- جان گریگوری، ۷۷، تدوینگر اهل بریتانیا.[۵۳۳]
- ویه‌سواف گوواس، ۹۰، هنرپیشه اهل لهستان.[۵۳۴]
- ریچارد مک‌گیگ، ۷۷، شناگر اهل ایالات متحده آمریکا.[۵۳۵]
- رحیم‌الله یوسف‌زی، ۶۶، روزنامه‌نگار اهل پاکستان.[۵۳۶]

### ۱۰
- جورجی سامپایو، ۸۱، سیاستمدار اهل پرتغال، رئیس‌جمهور (۱۹۹۶–۲۰۰۶).[۵۳۷]

### ۱۱
- آبیمائل گوسمان، ۸۶، فیلسوف و استاد دانشگاه اهل پرو.[۵۳۸]

### ۱۲
- گونار اوتربری، ۷۸، قایقران کانو اهل سوئد.[۵۳۹]
- فران بنت، ۸۴، هنرپیشه اهل ایالات متحده آمریکا.[۵۴۰]
- فابیو تابوره، ۳۶، دوچرخه‌سوار اهل ایتالیا.[۵۴۱]

### ۱۳
- آنتونی هویش، ۹۷، ستاره‌شناس رادیویی اهل بریتانیا، برنده نوبل (۱۹۷۴).[۵۴۲]
- بوریساو یوویچ، ۹۲، سیاستمدار اهل صربستان، رئیس شورای ریاست‌جمهوری یوگسلاوی (۱۹۹۰–۱۹۹۱).[۵۴۳]

### ۱۴
- یوری سدیخ، ۶۶، پرتاب‌گر چکش اهل اتحاد جماهیر سوسیالیستی شوروی.[۵۴۴]
- لادیسلاف لوبینا، ۵۴، بازیکن هاکی روی یخ اهل چکسلواکی.[۵۴۵]
- نرم مک‌دانلد، ۶۱، هنرپیشه و فیلم‌نامه‌نویس اهل کانادا.[۵۴۶]
- یعقوب ظروفچی، ۶۷، خواننده سنتی آواز ترکی آذربایجان، اهل ایران و جمهوری آذربایجان و ایالات متحدهٔ آمریکا.[۵۴۷]

### ۱۵
- ژانا للاس، ۵۱، بازیکن بسکتبال اهل یوگسلاوی.[۵۴۸]

### ۱۶
- سیلاس آتوپاره، ۷۰، سیاستمدار اهل پاپوآ گینه نو، فرماندار کل (۱۹۹۷–۲۰۰۴).[۵۴۹]
- کازیمیر اویه-مبا، ۷۹، سیاستمدار اهل گابن، نخست‌وزیر (۱۹۹۰–۱۹۹۴).[۵۵۰]
- دوشان ایوکوویچ، ۷۷، بازیکن بسکتبال اهل صربستان.[۵۵۱]
- جین پاول، ۹۲، بازیگر سینما، خواننده و هنرپیشه اهل ایالات متحده آمریکا.[۵۵۲]
- کلایو سینکلر، ۸۱، کارآفرین، مهندس، مخترع و دانشمند رایانه اهل بریتانیا.[۵۵۳]

### ۱۷
- اوریل الگار، ۸۹، بازیگر اهل بریتانیا.[۵۵۴]
- عبدالعزیز بوتفلیقه، ۸۴، سیاستمدار اهل الجزایر، رئیس‌جمهور (۱۹۹۹–۲۰۱۹).[۵۵۵]
- تیم دانلی، ۷۷، هنرپیشه اهل ایالات متحده آمریکا.[۵۵۶]
- آلفونسو ساستره، ۹۵، نمایش‌نامه‌نویس، مقاله‌نویس و منتقد اهل اسپانیا.[۵۵۷]

### ۱۸
- کریس آنکر سورنسن، ۳۷، دوچرخه‌سوار اهل دانمارک.[۵۵۸]
- ماریو کاموس، ۸۶، فیلم‌نامه‌نویس و کارگردان اهل اسپانیا.[۵۵۹]
- فخرالدین موسوی ننه‌کرانی، ۹۱، سیاستمدار، نویسنده، استاد دانشگاه و حوزه اهل ایران.[۵۶۰]

### ۱۹
- موریس پری، ۹۶، بازیگر اهل بریتانیا.[۵۶۱]
- جان چلیس، ۷۹، هنرپیشه اهل بریتانیا.[۵۶۲]
- استیون کریچلو، ۵۴، هنرپیشه اهل بریتانیا.[۵۶۳]
- جیمی گریوس، ۸۱، بازیکن فوتبال اهل انگلستان.[۵۶۴]

### ۲۰
- یان ییندرا، ۸۹، قایقران روئینگ اهل چکسلواکی.[۵۶۵]

### ۲۱
- محمد حسین طنطاوی، ۸۵، فرمانده نظامی اهل مصر.[۵۶۶]
- رومانو فولیی، ۸۳، بازیکن فوتبال اهل ایتالیا.[۵۶۷]
- ویلی گارسون، ۵۷، هنرپیشه اهل ایالات متحده آمریکا.[۵۶۸]
- گونتر وینهولد، ۷۳، بازیکن فوتبال اهل آلمان.[۵۶۹]
- ال هرینگتن، ۸۵، هنرپیشه اهل ایالات متحده آمریکا.[۵۷۰]

### ۲۲
- عبدالقادر بن صالح، ۷۹، سیاستمدار اهل الجزایر، رئیس‌جمهور (۲۰۱۹).[۵۷۱]
- یوری تام، ۶۴، پرتاب‌گر چکش اهل استونی.[۵۷۲]
- رابرت فایف، ۹۰، بازیگر اهل بریتانیا.[۵۷۳]
- اورلاندو مارتینس، ۷۷، بوکسور اهل کوبا.[۵۷۴]
- راجر میشل، ۶۵، کارگردان اهل انگلستان.[۵۷۵]
- اولف نیلسون، ۷۳، نویسنده اهل سوئد.[۵۷۶]

### ۲۳
- غلامعلی رئیس‌الذاکرین، ۸۲، شاعر اهل ایران.[۵۷۷]

### ۲۴
- امانوئل آغاسی، ۹۰، بوکسور آشوری-ارمنی‌تبار اهل ایران.[۵۷۸]
- دیانا ناتالیسیو، ۸۲، سرپرست دانشگاه اهل ایالات متحده آمریکا.[۵۷۹]

### ۲۵
- لن آشست، ۸۲، مربی فوتبال اهل بریتانیا.[۵۸۰]
- والتر اسکات جونیور، ۹۰، کارآفرین، بازرگان و مدیر ارشد اجرایی اهل ایالات متحده آمریکا.[۵۸۱]
- حسن حسن‌زاده آملی، ۹۲، فیلسوف متأله، فقیه، عارف، منجم و مدرس دروس حوزوی اهل ایران.[۵۸۲]
- پاتریسیو مانس، ۸۴، موسیقی‌دان، آهنگساز، شاعر، رمان‌نویس، مقاله‌نویس، نمایش‌نامه‌نویس روزنامه‌نگار و فعال مدنی اهل شیلی.[۵۸۳]
- محمدمهدی یعقوبی، ۹۱، کشتی‌گیر اهل ایران.[۵۸۴]

### ۲۶
- سیامک اطلسی، ۸۵، هنرپیشه، کارگردان نویسنده و دوبلور اهل ایران.[۵۸۵]
- فرنسیس فرنت‌هولد، ۹۴، سیاستمدار اهل ایالات متحده آمریکا.[۵۸۶]

### ۲۷
- راجر هانت، ۸۳، بازیکن فوتبال اهل انگلستان.[۵۸۷]

### ۲۸
- للا ملیکه مراکش، ۸۸، سیاستمدار اهل مراکش.[۵۸۸]
- ژاک ویویه، ۹۰، دوچرخه‌سوار اهل فرانسه.[۵۸۹]

### ۳۰
- راویل ایسیانوف، ۵۹، بازیگر اهل روسیه.[۵۹۰]
- خوسه پرز فرانسس، ۸۴، دوچرخه‌سوار اهل اسپانیا.[۵۹۱]
- محمدحسن طریقت منفرد، ۷۵، سیاستمدار اهل ایران.[۵۹۲]

## اکتبر
مرگ‌ها در اکتبر ۲۰۲۱ آنچه در پی می‌آید فهرست افراد سرشناسی است که در اکتبر ۲۰۲۱ درگذشته‌اند.

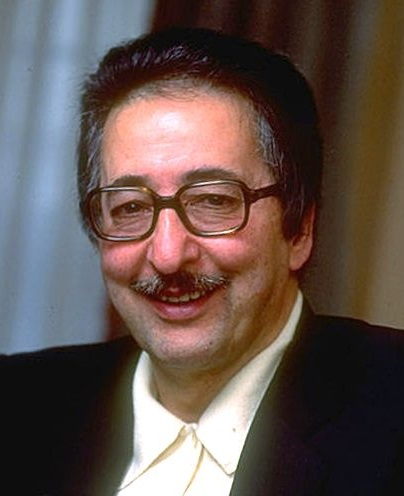
ابوالحسن بنی‌صدر

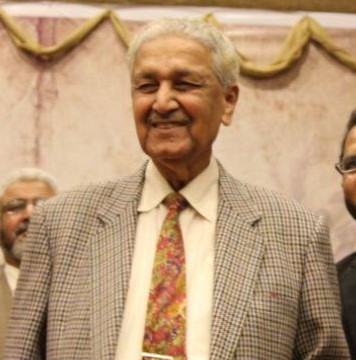
عبدالقدیر خان

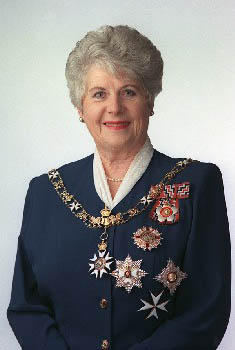
کترین تایزارد

### ۱
- ارل ولز، ۸۷، قایقران قایق بادبانی اهل نیوزیلند.[۵۹۳]
- فرد هیل، ۸۱، بازیکن فوتبال اهل انگلستان.[۵۹۴]

### ۲
- مورتیمر میشکین، ۹۴، عصب‌پژوه اهل ایالات متحده آمریکا.[۵۹۵]

### ۳
- بلانکا بوهدانووا، ۹۱، نقاش و هنرپیشه اهل چکسلواکی.[۵۹۶]
- باج پتی، ۹۷، تنیس‌باز اهل ایالات متحده آمریکا.[۵۹۷]
- برنارد تاپی، ۷۸، سیاستمدار، بازیگر و خواننده اهل فرانسه.[۵۹۸]
- ژوزب ماریا فورن، ۹۳، کارگردان فیلم اهل اسپانیا.[۵۹۹]
- ایوان لوبنیکف، ۷۰، نقاش اهل روسیه.[۶۰۰]
- توماس نورستروم، ۶۵، بازیگر و کارگردان فیلم اهل سوئد.[۶۰۱]
- لارس ویلکس، ۷۵، کاریکاتوریست اهل سوئد.[۶۰۲]
- سینتیا هریس، ۸۷، بازیگر تلویزیون، بازیگر سینما و بازیگر تئاتر اهل ایالات متحده آمریکا.[۶۰۳]

### ۵
- فتحعلی اویسی، ۷۵، بازیگر، کارگردان و خواننده اهل ایران.[۶۰۴]
- جری شیپ، ۸۶، بازیکن بسکتبال اهل ایالات متحده آمریکا.[۶۰۵]
- یورگن گوسلار، ۹۴، هنرپیشه، کارگردان فیلم و کارگردان تلویزیونی اهل آلمان.[۶۰۶]

### ۶
- تومویاسو اساوکا، ۵۹، بازیکن فوتبال اهل ژاپن.[۶۰۷]
- ویگن چیتچیان، ۸۰، دیپلمات اهل ارمنستان.[۶۰۸]

### ۷
- آذرتاش آذرنوش، ۸۳، مؤلف و محقق اهل ایران.[۶۰۹]
- میریام ساراچیک، ۸۸، فیزیک‌دان اهل ایالات متحده آمریکا.[۶۱۰]

### ۸
- ریموند تی. اودیرنو، ۶۷، نظامی اهل ایالات متحده آمریکا.[۶۱۱]
- سانپی شیراتو، ۸۹، مانگاکا و مقاله‌نویس اهل ژاپن.[۶۱۲]

### ۹
- ابوالحسن بنی‌صدر، ۸۸، سیاستمدار اهل ایران، رئیس‌جمهور (۱۹۸۰–۱۹۸۱).[۶۱۳]

### ۱۰
- روتی تامپسون، ۱۱۱، فیلم‌بردار صحنه اهل ایالات متحده آمریکا.[۶۱۴]
- عبدالقدیر خان، ۸۵، فیزیکدان هسته‌ای و مهندس متالورژی اهل پاکستان.[۶۱۵]
- لوئیس د پابلو، ۹۱، آهنگ‌ساز اهل اسپانیا.[۶۱۶]

### ۱۱
- الیو پاندولفی، ۹۵، بازیگر اهل ایتالیا.[۶۱۷]
- ندومودی ونو، ۷۳، هنرپیشه اهل هند.[۶۱۸]

### ۱۲
- دراگوتین چرماک، ۷۷، بازیکن و مربی بسکتبال اهل یوگسلاوی.[۶۱۹]
- روی هوران، ۷۱، رزمی‌کار، هنرپیشه، تهیه‌کننده، نویسنده و کارگردان فیلم اهل ایالات متحده آمریکا.[۶۲۰]

### ۱۴
- ریموند ستلکوه، ۹۳، سیاستمدار، وکیل و کارآفرین ارمنی‌تبار اهل کانادا.[۶۲۱]

### ۱۵
- دیوید امس، ۶۹، سیاستمدار اهل بریتانیا.[۶۲۲]
- دن بنیشک، ۶۹، سیاستمدار اهل ایالات متحده آمریکا.[۶۲۳]
- بونساگ سونگسانگ، ۶۰، هنرپیشه و خواننده اهل تایلند.[۶۲۴]
- ندومودی ونو، ۷۴، سیاستمدار و نویسنده اهل ارمنستان.[۶۲۵]

### ۱۷
- احمدشاه احمدزی، ۷۷، سیاستمدار اهل افغانستان، نخست‌وزیر (۱۹۹۵–۱۹۹۶).[۶۲۶]

### ۱۸
- وال بیسگلیو، ۹۵، بازیگر اهل ایالات متحده آمریکا.[۶۲۷]
- کالین پاول، ۸۴، سیاستمدار اهل ایالات متحده آمریکا.[۶۲۸]

### ۱۹
- شیشتی آلوبرگ، ۷۳، کارگردان فیلم، کارگردان هنری، طراح رقص، رقصنده و رقصنده باله اهل نروژ.[۶۲۹]
- جک انجل، ۹۰، صدا پیشه اهل ایالات متحده آمریکا.[۶۳۰]
- لسلی بریکوس، ۹۰، موسیقی‌دان اهل انگلستان.[۶۳۱]
- پیر کرخوفس، ۸۵، بازیکن فوتبال اهل هلند.[۶۳۲]
- برانکو مامولا، ۱۰۰، سیاستمدار اهل یوگسلاوی.[۶۳۳]

### ۲۰
- دراگان پانتلیچ، ۶۹، بازیکن فوتبال اهل یوگسلاوی.[۶۳۴]
- میهای چیکسنتمیهایی، ۸۷، روانشناس آمریکایی مجاری-تبار.[۶۳۵]

### ۲۱
- حسن حنفی، ۸۶، فیلسوف اهل مصر.[۶۳۶]
- هالینا هاچینز، ۴۲، سینماتاگرافر و روزنامه‌نگار اهل اوکراین.[۶۳۷]
- برنارد هایتینک، ۹۲، رهبر ارکستر، نوازندهٔ ویولن و مربی موسیقی اهل هلند.[۶۳۸]

### ۲۲
- پیتر اسکولاری، ۶۶، بازیگر اهل ایالات متحده آمریکا.[۶۳۹]
- ادو زیمرمان، ۷۸، آهنگساز، رهبر (موسیقی) و استاد دانشگاه اهل آلمان.[۶۴۰]
- والنتین گاپونتسیف، ۸۲، میلیاردر روس–آمریکایی.[۶۴۱]
- ویاچسلاف ودنین، ۸۰، اسکی‌باز اسکی صحرانوردی اهل اتحاد جماهیر شوروی سوسیالیستی.[۶۴۲]
- ورا ونتسل، ۷۵، بازیگر اهل مجارستان.[۶۴۳]

### ۲۳
- تئودور اچ گباله، ۱۰۱، فیزیک‌دان اهل ایالات متحده آمریکا.[۶۴۴]

### ۲۴
- جیمز مایکل تایلر، ۵۹، بازیگر اهل ایالات متحده آمریکا.[۶۴۵]
- کشیشتف کیرشنوفسکی، ۷۰، هنرپیشه اهل لهستان.[۶۴۶]

### ۲۵
- پل هاوس، ۷۷–۷۸، کارآفرین، بازرگان و مدیر ارشد اجرایی اهل کانادا.[۶۴۷]

### ۲۶
- والتر اسمیت، ۷۳، بازیکن فوتبال و مربی فوتبال اهل بریتانیا.[۶۴۸]
- روه تای-وو، ۸۸، سیاستمدار اهل کره جنوبی، رئیس‌جمهور (۱۹۸۸–۱۹۹۳).[۶۴۹]
- اومبرتو کولومبو، ۸۸، بازیکن فوتبال اهل ایتالیا.[۶۵۰]

### ۲۷
- آرامش دوستدار، ۹۰، فیلسوف و روشنفکر اهل ایران.[۶۵۱]
- برند نیکل، ۷۲، بازیکن فوتبال اهل آلمان.[۶۵۲]

### ۲۸
- علی باغبان‌باشی، ۹۷، دوندهٔ دوهای استقامت و دوی ماراتن اهل ایران.[۶۵۳]

### ۲۹
- ایران درودی، ۸۵، نقاش اهل ایران.[۶۵۴]
- پونیت راجکومار، ۴۶، بازیگر اهل هند.[۶۵۵]
- مهدی سرباح، ۶۸، بازیکن فوتبال اهل الجزایر.[۶۵۶]
- کلمن موآمبا، ۷۷، سیاستمدار اهل جمهوری کنگو، نخست‌وزیر (۲۰۱۶–۲۰۲۱).[۶۵۷]

### ۳۰
- پپی بادر، ۸۰، ورزشکار بابسلد اهل آلمان.[۶۵۸]
- آدو کمپیول، ۹۳، رستوران‌دار اهل ایتالیا.[۶۵۹]
- ایگور کیریلف، ۸۹، مجری تلویزیون اهل اتحاد شوروی.[۶۶۰]
- برت نیوتن، ۸۳، سرگرمی‌ساز و مجری تلویزیونی اهل استرالیا.[۶۶۱]

### ۳۱
- دوغان آخانلی، ۶۴، نویسنده اهل ترکیه-آلمان.[۶۶۲]
- کترین تایزارد، ۹۰، سیاستمدار اهل نیوزلند، فرماندار کل (۱۹۹۰–۱۹۹۶).[۶۶۳]
- دین شک، ۷۱، هنرپیشه، تهیه‌کننده فیلم، کارگردان فیلم و فیلم‌نامه‌نویس اهل هنگ کنگ.[۶۶۴]

## نوامبر
مرگ‌ها در نوامبر ۲۰۲۱ آنچه در پی می‌آید فهرست افراد سرشناسی است که در نوامبر ۲۰۲۱ درگذشته‌اند.

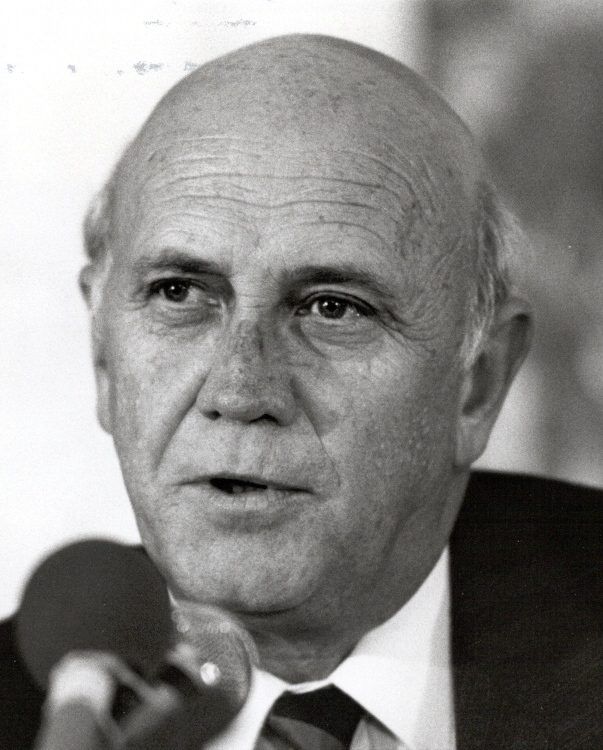
اف. دبلیو. کلرک

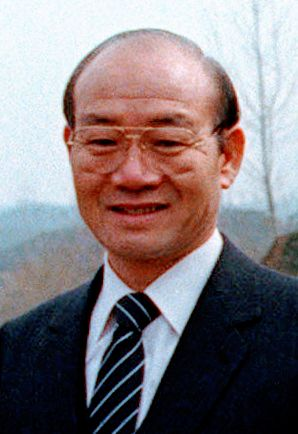
چون دو هوان

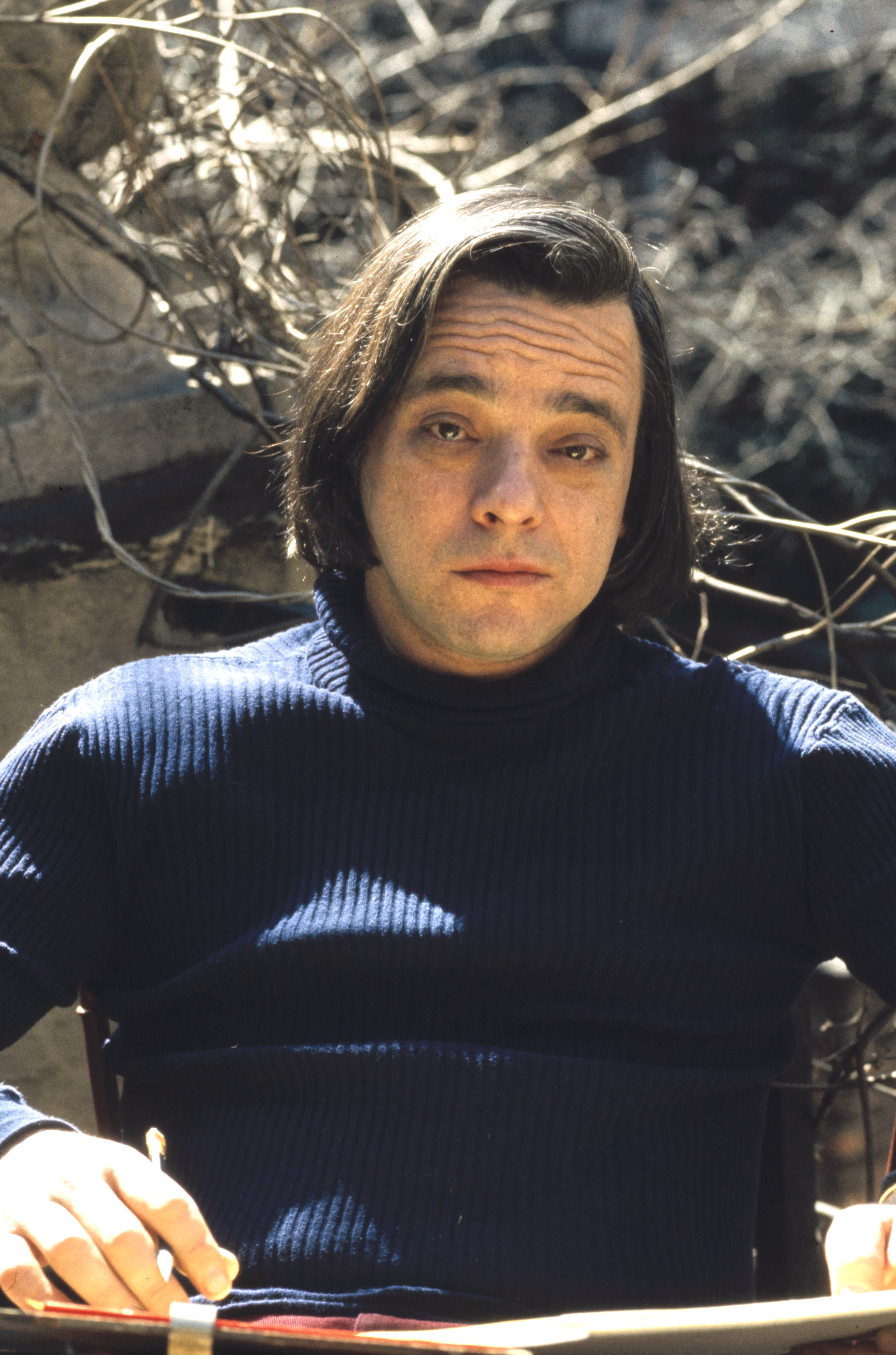
استیون سوندهایم

### ۱
- گلریز اختر، ۷۸، بازیکن هاکی روی چمن اهل پاکستان.[۶۶۵]
- آرون تمکین بک، ۱۰۰، روانپزشک اهل ایالات متحده آمریکا.[۶۶۶]
- پت مارتینو، ۷۷، نوازنده و آهنگساز اهل ایالات متحده آمریکا.[۶۶۷]

### ۲
- سیروس آموزگار، ۸۷، روزنامه‌نگار، نویسنده و تحلیل‌گر اهل ایران.[۶۶۸]
- صباح فخری، ۸۸، خواننده اهل سوریه.[۶۶۹]

### ۳
- باب بیکر، ۸۲، فیلم‌نامه‌نویس اهل بریتانیا.[۶۷۰]
- هلگا لیندنر، ۷۰، شناگر اهل آلمان.[۶۷۱]

### ۵
- ماریلیا مندونسا، ۲۶، خواننده اهل برزیل.[۶۷۲]

### ۶
- کامبیز درم‌بخش، ۷۹، طراح، کاریکاتوریست و گرافیست اهل ایران.[۶۷۳]
- کلیفورد رز، ۹۲، هنرپیشه اهل بریتانیا.[۶۷۴]
- شاون رودن، ۴۶، بدنساز اهل ایالات متحده آمریکا.[۶۷۵]
- پاوول مولنار، ۸۵، بازیکن فوتبال اهل چکسلواکی.[۶۷۶]

### ۷
- دین استاکول، ۸۵، هنرپیشه اهل ایالات متحده آمریکا.[۶۷۷]
- زینا استاین، ۹۹، کنشگر، پزشک و متخصص همه‌گیرشناسی اهل آفریقای جنوبی.[۶۷۸]

### ۸
- مدینه دیکسون، ۵۹، بازیکن بسکتبال اهل ایالات متحده آمریکا.[۶۷۹]
- مه‌لقا ملاح، ۱۰۴، کتابدار و فعال محیط زیست اهل ایران.[۶۸۰]

### ۹
- جمشید بهنام، ۹۳، جامعه‌شناس اهل ایران.[۶۸۱]
- گلا چارکویانی، ۸۲، دیپلمات اهل گرجستان.[۶۸۲]
- مکس کللند، ۷۹، سیاستمدار اهل ایالات متحده آمریکا.[۶۸۳]

### ۱۱
- پر آگه براندت، ۷۷، نویسنده، شاعر و زبان‌شناس اهل دانمارک.[۶۸۴]
- کارل فون اسن، ۸۱، شمشیرباز اهل سوئد.[۶۸۵]
- اف. دبلیو. کلرک، ۸۵، سیاستمدار اهل آفریقای جنوبی، رئیس‌جمهور (۱۹۸۹–۱۹۹۴).[۶۸۶]

### ۱۲
- باب باندورانت، ۸۸، رانندهٔ مسابقات اتومبیل‌رانی اهل ایالات متحده آمریکا.[۶۸۷]
- رون فلاور، ۸۷، بازیکن فوتبال اهل انگلستان.[۶۸۸]
- لوتار کلسگس، ۷۹، دوچرخه‌سوار اهل آلمان.[۶۸۹]

### ۱۳
- ویلبر اسمیت، ۸۸، رمان‌نویس اهل بریتانیا.[۶۹۰]
- هدیه عباس، ۶۳، سیاستمدار اهل سوریه.[۶۹۱]
- امی وادا، ۸۴، طراح صحنه و لباس اهل ژاپن.[۶۹۲]
- گیلبرت هارمن، ۸۳، فیلسوف اهل ایالات متحده آمریکا.[۶۹۳]

### ۱۴
- ویرجینو پیتزالی، ۸۶، دوچرخه‌سوار اهل ایتالیا.[۶۹۴]

### ۱۵
- عثمان اوجالان، ۶۳، سیاستمدار اهل ترکیه.[۶۹۵]
- لوئیس بیمپسون، ۹۲، بازیکن فوتبال اهل بریتانیا.[۶۹۶]

### ۱۶
- نادرین سیمان، ۷۵، بلورشناس اهل ایالات متحده آمریکا.[۶۹۷]
- سزای کاراکوچ، ۸۸، نویسنده، متفکر، رهبر جامعه و شاعر اهل ترکیه.[۶۹۸]

### ۱۷
- یانگ دولف، ۳۶، خواننده رپ اهل ایالات متحده آمریکا.[۶۹۹]
- آرت لافلئور، ۷۸، هنرپیشه اهل ایالات متحده آمریکا.[۷۰۰]
- محسن مجتهد شبستری، ۸۴، روحانی و سیاستمدار اهل ایران.[۷۰۱]

### ۱۸
- اردشیر زاهدی، ۹۳، دیپلمات و سیاستمدار اهل ایران.[۷۰۲]

### ۱۹
- ویل رایان، ۷۲، صدا پیشه، خواننده و هنرپیشه اهل ایالات متحده آمریکا.[۷۰۳]
- برنار رولن، ۷۸، فیلسوف اهل ایالات متحده آمریکا.[۷۰۴]
- دان کوجیز، ۸۲، بازیکن بسکتبال اهل ایالات متحده آمریکا.[۷۰۵]

### ۲۱
- سهیر البابلی، ۸۴، هنرپیشه اهل مصر.[۷۰۶]
- رابرت بلای، ۹۴، نویسنده و شاعر اهل ایالات متحده آمریکا.[۷۰۷]
- جان سیول، ۸۵، بازیکن فوتبال اهل بریتانیا.[۷۰۸]

### ۲۲
- جیمز ام. بابیت، ۹۱، شیمیدان اهل ایالات متحده آمریکا.[۷۰۹]
- پائولو پیترانجلی، ۷۶، کارگردان فیلم، بازیگر، فیلم‌نامه‌نویس و خواننده اهل ایتالیا.[۷۱۰]
- نوآ گوردون، ۹۵، نویسنده اهل ایالات متحده آمریکا.[۷۱۱]

### ۲۳
- چون دو هوان، ۹۰، سیاستمدار اهل کره جنوبی، رئیس‌جمهور (۱۹۸۰–۱۹۸۸).[۷۱۲]
- جیمز فیتز-آلن میچل، ۹۰، سیاستمدار اهل سنت وینسنت و گرنادین‌ها، نخست‌وزیر (۱۹۸۴–۲۰۰۰).[۷۱۳]

### ۲۶
- الکساندر تیموشینین، ۷۳، قایقران روئینگ اهل شوروی.[۷۱۴]
- استیون سوندهایم، ۹۱، آهنگساز و ترانه‌سرا اهل ایالات متحده آمریکا.[۷۱۵]
- روگر فریتز، ۸۵، هنرپیشه اهل آلمان.[۷۱۶]
- مایکل فیشر، ۹۰، فیزیک‌دان اهل بریتانیا.[۷۱۷]

### ۲۷
- ادی مکا، ۶۹، هنرپیشه ارمنی‌تبار اهل ایالات متحده آمریکا.[۷۱۸]

### ۲۸
- ویرجیل ابلو، ۴۱، طراح مد، کارآفرین، هنرمند و دی‌جی اهل ایالات متحده آمریکا.[۷۱۹]
- لی الدر، ۸۷، گلف‌باز اهل ایالات متحده آمریکا.[۷۲۰]
- ناکامورا کیجیه‌مون دوم، ۷۷، هنرپیشه اهل ژاپن.[۷۲۱]
- الکساندر گرادسکی، ۷۲، موسیقی‌دان، خواننده، ترانه‌سرا و معلمِ آواز اهل روسیه.[۷۲۲]
- آگوست ون فینک، ۹۱، بانکدار، سرمایه‌دار و سرمایه‌گذار اهل آلمان.[۷۲۳]
- فرانک ویلیامز، ۷۹، اهالی کسب‌وکار اهل بریتانیا.[۷۲۴]

### ۲۹
- ارلن دال، ۹۶، هنرپیشه اهل ایالات متحده آمریکا.[۷۲۵]
- دیوید گالپیلیل، ۶۸، هنرپیشه و رقصنده اهل استرالیا.[۷۲۶]
- ولادیمیر نائوموف، ۹۳، کارگردان فیلم، نویسنده، بازیگر و فیلم‌نامه‌نویس اهل اتحاد جماهیر شوروی سوسیالیستی.[۷۲۷]

### ۳۰
- ماری-کلر بله، ۸۲، نویسنده اهل فرانسه.[۷۲۸]
- ری کندی، ۷۰، بازیکن فوتبال اهل انگلستان.[۷۲۹]
- جان سیلت، ۸۵، بازیکن فوتبال و مربی اهل انگلستان.[۷۳۰]

## دسامبر
مرگ‌ها در دسامبر ۲۰۲۱ آنچه در پی می‌آید فهرست افراد سرشناسی است که در دسامبر ۲۰۲۱ درگذشته‌اند.

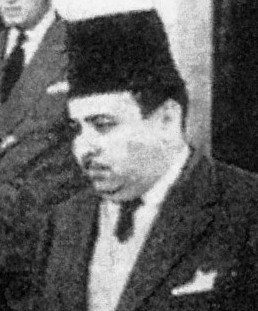
مصطفی بن حلیم

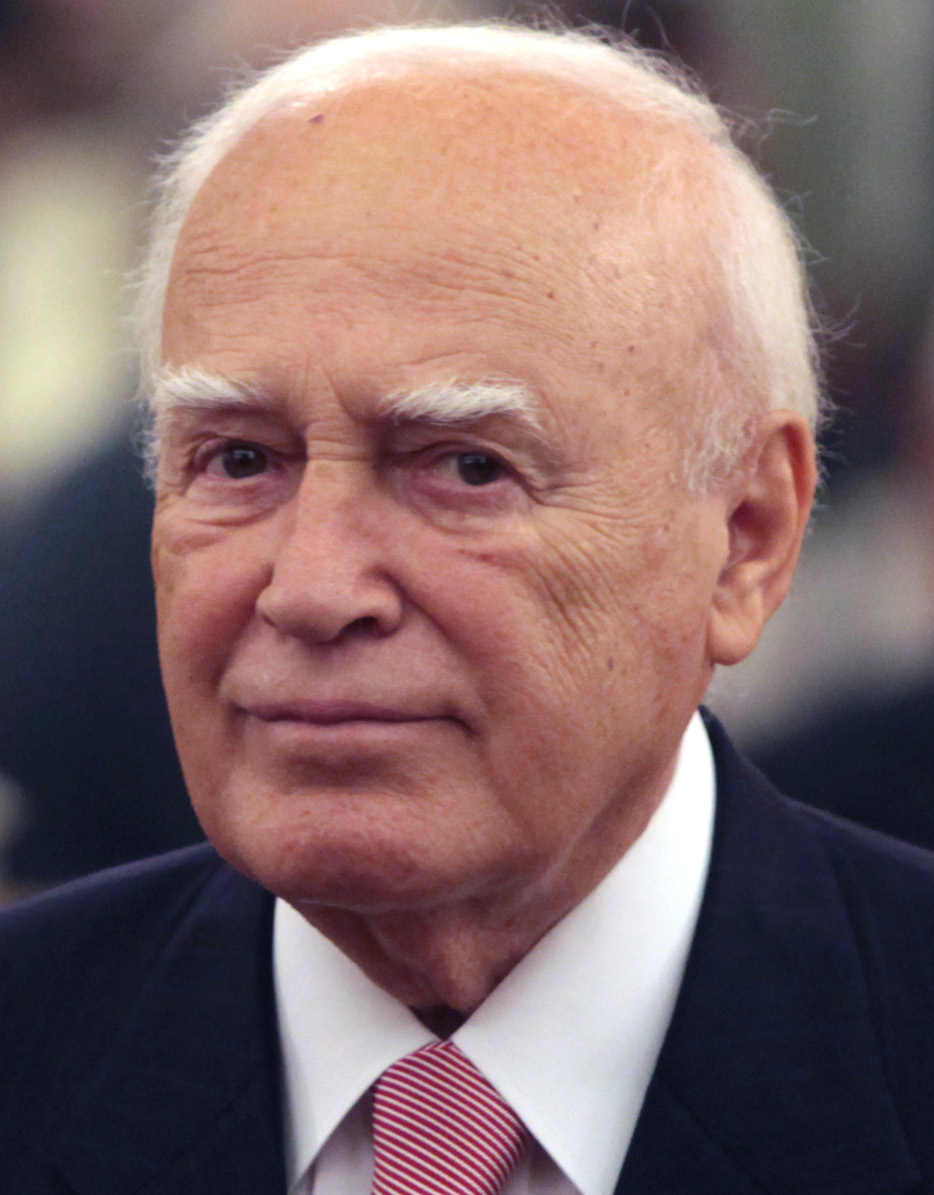
کارلوس پاپولیاس

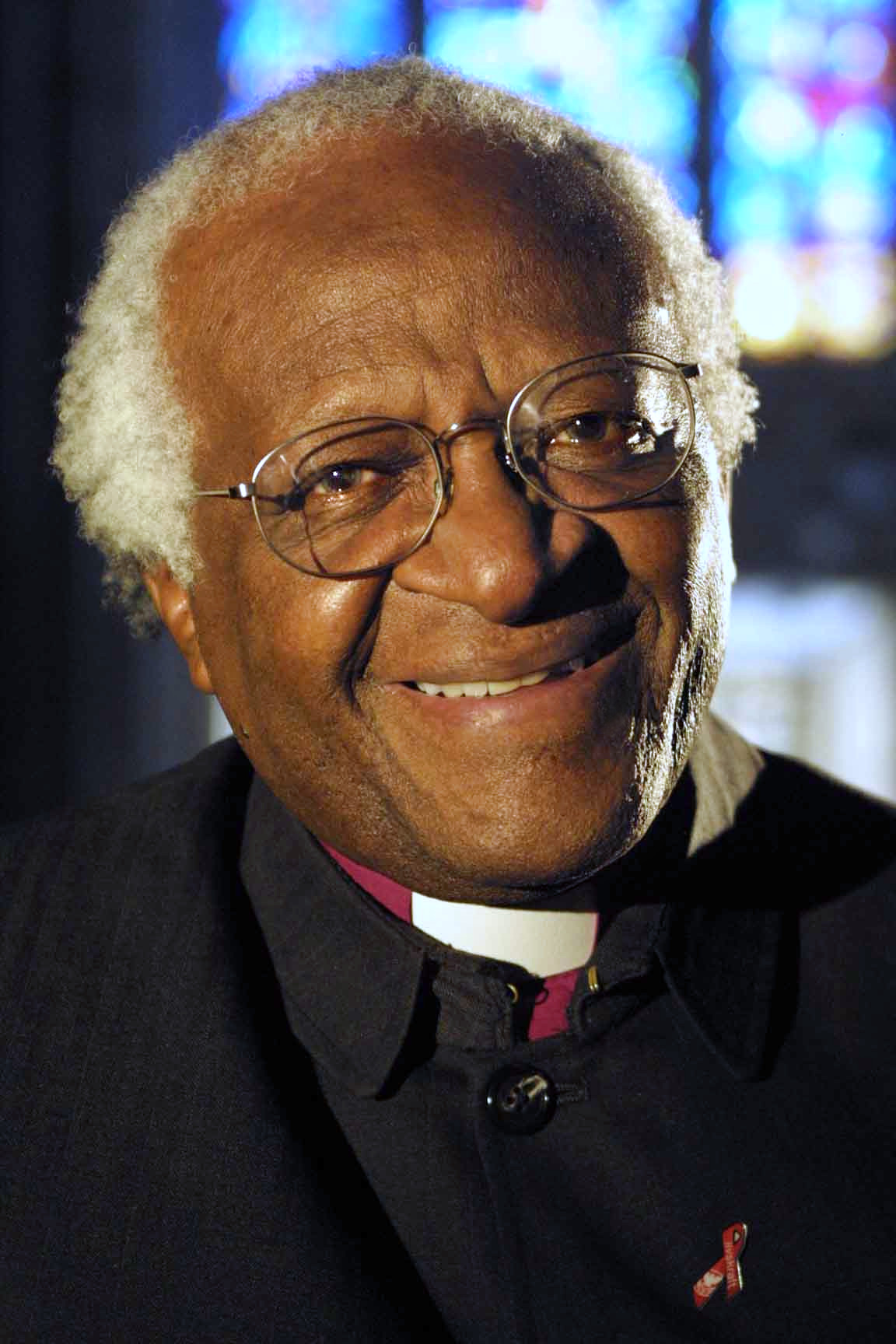
دزموند توتو

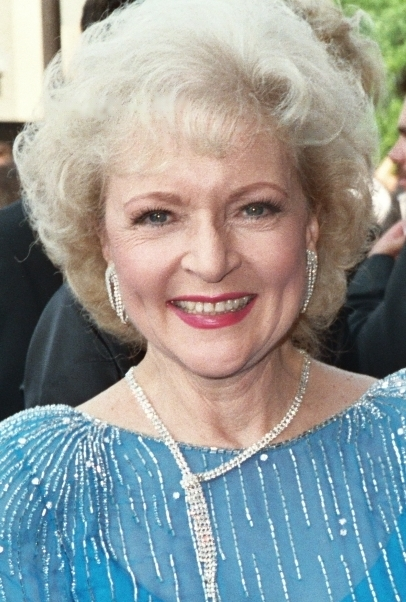
بتی وایت

### ۱
- سید رضی شیرازی، ۹۴، مجتهد، فقیه و فیلسوف اهل ایران.[۷۳۱]

### ۲
- ریچارد لرنر، ۸۳، شیمی‌دان اهل ایالات متحده آمریکا.[۷۳۲]
- آنتونی شر، ۷۲، هنرپیشه، رمان‌نویس، نمایش‌نامه‌نویس و فیلم‌نامه‌نویس اهل انگلستان.[۷۳۳]
- دارلین هارد، ۸۵، تنیس‌باز اهل ایالات متحده آمریکا.[۷۳۴]

### ۳
- هورشت اکل، ۸۹، بازیکن فوتبال اهل آلمان.[۷۳۵]

### ۴
- تریلوکان پرادان، ۹۲، فیزیک‌دان اهل هند.[۷۳۶]
- استونوال جکسون، ۸۹، موسیقی‌دان اهل ایالات متحده آمریکا.[۷۳۷]
- نوید خوش‌هوا، ۳۰، بازیکن فوتبال اهل ایران.[۷۳۸]

### ۵
- باب دول، ۹۸، سیاستمدار اهل ایالات متحده آمریکا.[۷۳۹]
- تونی سانتاگاتا، ۸۵، خواننده، کمدین و بازیگر اهل ایتالیا.[۷۴۰]

### ۶
- کوره ویلوک، ۹۳، سیاستمدار اهل نروژ، نخست‌وزیر (۱۹۸۱–۱۹۸۶).[۷۴۱]

### ۷
- مصطفی بن حلیم، ۱۰۰، سیاستمدار اهل لیبی، نخست‌وزیر (۱۹۵۴–۱۹۵۷).[۷۴۲]

### ۸
- سیلوستر خنچینسکی، ۹۱، کارگردان فیلم و فیلم‌نامه‌نویس اهل لهستان.[۷۴۳]
- بیپین راوات، ۶۳، ژنرال‌ اهل هند.[۷۴۴]
- ژاک زیماکو، ۶۹، بازیکن فوتبال اهل فرانسه.[۷۴۵]
- کریستینا جوکیچ، ۲۱، یوتیوبر اهل صربستان.

### ۹
- اوتار پاتساتسیا، ۹۲، سیاستمدار اهل گرجستان، نخست‌وزیر (۱۹۹۳–۱۹۹۵).[۷۴۶]
- رابرت جرویس، ۸۱، کارشناس سیاسی اهل ایالات متحده آمریکا.[۷۴۷]
- لری سلرز، ۷۲، هنرپیشه اهل ایالات متحده آمریکا.[۷۴۸]
- لینا ورتمولر، ۹۳، فیلم‌نامه‌نویس و کارگردان اهل ایتالیا.[۷۴۹]
- کارا ویلیامز، ۹۶، هنرپیشه اهل ایالات متحده آمریکا.[۷۵۰]

### ۱۰
- مایکل نسمیت، ۷۸، موسیقی‌دان اهل ایالات متحده آمریکا.[۷۵۱]

### ۱۱
- آن رایس، ۸۰، نویسنده اهل ایالات متحده آمریکا.[۷۵۲]
- مانوئل سانتانا، ۸۳، تنیس‌باز اهل اسپانیا.[۷۵۳]
- جک هدلی، ۹۲، بازیگر اهل انگلستان.[۷۵۴]

### ۱۲
- یوری شاروف، ۸۲، شمشیرباز اهل اتحاد جماهیر شوروی سوسیالیستی.[۷۵۵]
- پائولیاس ماتانه، ۹۰، سیاستمدار اهل پاپوآ گینه نو، فرماندار کل (۲۰۰۴–۲۰۱۰).[۷۵۶]
- تو من، ۶۱، هنرپیشه اهل چین.[۷۵۷]

### ۱۳
- فوزی الخرافی، ۷۶، کارآفرین و سرمایه‌دار اهل کویت.[۷۵۸]
- کوین بیلینگتون، ۸۷، کارگردان فیلم و تئاتر اهل بریتانیا.[۷۵۹]
- ورونیکا فورکه، ۶۶، هنرپیشه اهل اسپانیا.[۷۶۰]
- سرگئی سولویوف، ۷۷، کارگردان، فیلم‌نامه‌نویس، و تهیه‌کننده اهل روسیه.[۷۶۱]

### ۱۴
- ریکاردو اهرمان، ۹۲، روزنامه‌نگار اهل ایتالیا.[۷۶۲]

### ۱۵
- مرلین استپان، ۸۶، شناگر اهل ایالات متحده آمریکا.[۷۶۳]
- فایز الطراونه، ۷۲، سیاستمدار اهل اردن، نخست‌وزیر (۱۹۹۸–۱۹۹۹، ۲۰۱۲).[۷۶۴]
- ارنست فیویان، ۹۰، ژیمناست هنری اهل سوئیس.[۷۶۵]
- خوژه‌ریو سامورا، ۶۳، بازیگر سینما و تلویزیون اهل پرتغال.[۷۶۶]
- بل هوکس، ۶۹، نویسنده، فمینیست و کنشگر اجتماعی اهل ایالات متحده آمریکا.[۷۶۷]
- کیم یونگ-جو، ۱۰۱، سیاستمدار اهل کره شمالی.[۷۶۸]

### ۱۶
- برت فراگنر، ۸۰، ایران‌شناس اهل اتریش.[۷۶۹]
- لوسیا هریارت، ۹۸، سیاستمدار اهل شیلی، بانوی اول (۱۹۷۴–۱۹۹۰).[۷۷۰]

### ۱۷
- ماجد الفطیم، ۸۷–۸۶، کارآفرین اهل امارات متحده عربی.[۷۷۱]

### ۱۸
- باگرات اوهانیان، ۴۰، بوکسور اهل ارمنستان.[۷۷۲]
- ریچارد راجرز، ۸۸، معمار ایتالیایی‌تبار بریتانیایی.[۷۷۳]
- سایاکا کاندا، ۳۵، بازیگر، خواننده، خواننده-ترانه‌سرا، صداپیشه و تهیه‌کننده تلویزیونی اهل ژاپن.[۷۷۴]
- هانس مارک، ۹۲، سیاستمدار اهل ایالات متحده آمریکا.[۷۷۵]

### ۱۹
- جانی ایزاکسون، ۷۶، سیاستمدار اهل ایالات متحده آمریکا.[۷۷۶]
- کاری گریوز، ۶۸، قایقران روئینگ اهل ایالات متحده آمریکا.[۷۷۷]
- رابرت گرابز، ۷۹، شیمی‌دان اهل ایالات متحده آمریکا، برنده نوبل (۲۰۰۵).[۷۷۸]
- کارلوس مارین، ۵۳، موسیقی‌دان اهل اسپانیا.[۷۷۹]
- سالی ان هوز، ۹۱، بازیگر و خوانننده اهل انگلستان.[۷۸۰]

### ۲۰
- نوربرتو بوجیو، ۹۰، بازیکن فوتبال اهل آرژانتین.[۷۸۱]
- ییژی چادک، ۸۶، بازیکن فوتبال اهل چکسلواکی.[۷۸۲]
- پیر کاسینیار، ۵۶، بازیگر اهل فرانسه.[۷۸۳]

### ۲۱
- کارلایل گلین، ۸۹، سیاستمدار اهل گرنادا، فرماندار کل (۲۰۰۸–۲۰۱۳).[۷۸۴]

### ۲۳
- جوان دیدیون، ۸۷، فیلم‌نامه‌نویس، رمان‌نویس، روزنامه‌نگار، نویسنده و مقاله‌نویس اهل ایالات متحده آمریکا.[۷۸۵]
- کریس دیکرسون، ۸۲، بدنساز اهل ایالات متحده آمریکا.[۷۸۶]

### ۲۴
- کی. اس. ستوماداوان، ۹۰، کارگردان فیلم و فیلم‌نامه‌نویس اهل هند.[۷۸۷]

### ۲۵
- وین تیبو، ۱۰۱، نقاش اهل ایالات متحده آمریکا.[۷۸۸]

### ۲۶
- کارلوس پاپولیاس، ۹۲، سیاستمدار اهل یونان، رئیس‌جمهور (۲۰۰۵–۲۰۱۵).[۷۸۹]
- دزموند توتو، ۹۰، فعال صلح اهل آفریقای جنوبی، برنده نوبل (۱۹۸۴).[۷۹۰]
- ژان-مارک ولی، ۵۸، کارگردان، تهیه‌کننده، فیلم‌نامه‌نویس و تدوین‌گر اهل کانادا.[۷۹۱]
- ادوارد ویلسون، ۹۲، زیست‌شناس اهل ایالات متحده آمریکا.[۷۹۲]

### ۲۷
- آپریل اشلی، ۸۶، مدل اهل انگلستان.[۷۹۳]
- آندرئاس بم، ۵۹، وزنه‌بردار اهل آلمان.[۷۹۴]
- کری هولم، ۷۴، رمان‌نویس و نویسنده اهل نیوزیلند.[۷۹۵]

### ۲۸
- مایکل آر کلیفورد، ۶۹، فضانورد اهل ایالات متحده آمریکا.[۷۹۶]
- هری رید، ۸۲، سیاستمدار اهل ایالات متحده آمریکا.[۷۹۷]
- هوگو مارادونا، ۵۲، بازیکن فوتبال و مربی فوتبال اهل آرژانتین.[۷۹۸]
- سابین وایس، ۹۷، عکاس اهل فرانسه.[۷۹۹]

### ۲۹
- آنتوان بونیفاسی، ۹۰، بازیکن فوتبال اهل فرانسه.[۸۰۰]
- استیو پپلاو، ۷۲، بازیکن فوتبال اهل بریتانیا.[۸۰۱]
- احمد دحام، ۵۴، بازیکن فوتبال اهل عراق.[۸۰۲]

### ۳۰
- رناتو اسکارپا، ۸۲، هنرپیشه اهل ایتالیا.[۸۰۳]

### ۳۱
- وادیم خاموتسکیخ، ۵۲، والیبالیست اهل روسیه.[۸۰۴]
- الیهو کاتز، ۹۵، جامعه‌شناس آمریکایی اسرائیلی.[۸۰۵]
- بتی وایت، ۹۹، بازیگر و کمدین اهل ایالات متحده آمریکا.[۸۰۶]